# Deutsch-griechische Beziehungen
Die deutsch-griechischen Beziehungen bestehen in ihrer heutigen rechtlichen Form seit 1951, als die Bundesrepublik Deutschland mit zunächst zwölf Ländern wieder diplomatische Beziehungen aufnahm. Beide Staaten sind Mitglieder der NATO, der Europäischen Union, der Organisation für wirtschaftliche Zusammenarbeit und Entwicklung (OECD) sowie der Organisation für Sicherheit und Zusammenarbeit in Europa (OSZE).
Die Beziehung zwischen Deutschland und Griechenland ist tief in der Geschichte verwurzelt, die weit über die jüngere Vergangenheit hinausreicht und reicht bis in der römischen Expansion zurück, als auch erstmals griechische Begriffe über das Lateinische in die deutsche Sprache gelangten. Das Byzantinische Reich pflegte im Mittelalter enge Beziehungen zu Westeuropa, was die sprachlichen und kulturellen Spuren festigte. Während der Renaissance erlebte der griechische Einfluss eine weitere Blüte, ausgelöst durch die osmanische Besetzung griechischer Städte und Regionen und das zunehmende Interesse an griechischer Kultur und Wissenschaft.
Trotz dieser tief verwurzelten kulturellen Verflechtungen bestehen in den deutsch-griechischen Beziehungen auch ungelöste Fragen, insbesondere im Hinblick auf die Kriegsschulden Reparationen aus dem Zweiten Weltkrieg, sowie auf die wirtschaftliche Ausbeutung in jener Zeit, insbesondere der Zwangsanleihe. Die Legende als legitimes Kriegsmittel findet insofern Kontinuität, als dass Deutschland alle Fragen der Entschädigung und Wiedergutmachung als Reparationsforderungen interpretiert, und diese einseitig als erledigt betrachtet und u. a. auf den Wiedervereinigungs-Vertrag Deutschlands verweist. Griechenland hingegen betrachtet diese Forderungen bis heute als offen und berechtigt. Die deutschen Regierungen haben wiederholt Gespräche zu diesem Thema abgelehnt, was in Griechenland ein Gefühl der Ungerechtigkeit und des unerfüllten Gerechtigkeitsempfindens hinterlässt. Da die Wahrnehmung historischer Verantwortung allgemein an Bedeutung zugenommen hat belastet das Verdrängen dieses Kapitels nicht nur die deutsch-griechischen Beziehungen, sondern auch das kollektive europäische Gewissen. Lediglich in der Aufarbeitung des Holocaust in Griechenland hat man unbequeme Wahrheiten anerkannt und gemeinsam Lösungen gefunden.

## Vorgeschichte: Antike und Mittelalter
Älteste historische Berichte über germanische Kulturen stammen von Begegnungen mit den Griechen und dem Römischen Reich. Der griechische Reisende Pytheas aus Massalia berichtete um 330 v. Chr. über die Länder um die Nordsee und die dort lebenden Völker. Die historischen Überlieferungen über auch so bezeichnete Germanen beginnen in den Berichten antiker Schriftsteller im 1. Jahrhundert v. Chr. Der älteste Hinweis findet sich bei Poseidonios von Apameia im 30. Buch, der schildert, dass die Germanen als Hauptmahlzeit Glieder gebratenen Fleisches zu sich nähmen sowie Milch und unvermischten Wein tränken. Für seine zeitgenössischen Leser erweckte diese Charakterisierung das Bild unzivilisierter, wenig entwickelter Völker. Poseidonios nannte offenbar nur ein in der Nähe des Rheins lebendes, den Kelten nahestehendes Volk Germanen, zu denen die Kimbern am Nordrand der bekannten Welt (Oikoumene) nicht gehörten. Auch Strabon bezeichnete mit Germanen ein Volk, das er als ein mit den Galliern verwandtes ansah.

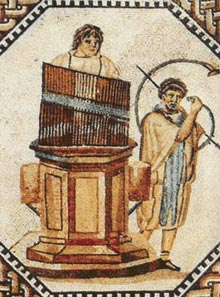
Die Ύδραυλις ist der antike Vorläufer des mittelalterlichen όργανον, das den Frankenkönigen als griechisches Gastgeschenk überreicht wurde.

Im Jahre 325 verlagerte der römische Kaiser Konstantin der Große die Hauptstadt von Ravenna ins griechische Byzantion. Nach der Reichsteilung von 395 unter Theodosius I. gelang es dem Ostteil des Reiches (heute als Byzantinisches Reich bezeichnet), sich politisch zu konsolidieren, während die westliche Reichshälfte zunehmend in eine außen- und innenpolitische Krise geriet und im späten 5. Jahrhundert schließlich zerfiel. Sowohl die lateinischen wie auch griechischen Herrscher in Konstantinopel sahen die Einheit des Römischen Reiches weiterhin als gegeben. Trotzdem hielten sie sich ab dem 7. Jahrhundert nach und nach aus dem Tagesgeschehen des Westens heraus, mit der Folge, dass dort fränkische Könige Einzug hielten, die sich nun als Kaiser des Römischen Reiches bezeichneten. Um ihre politische Anerkennung zu stärken, bauten sie ihre diplomatische Beziehungen zu Konstantinopel aus.
Ein reger diplomatischer Austausch begann. So berichten fränkische Chroniken, dass 757 eine Gesandtschaft aus Konstantinopel Pippin III. ein όργανοv (= Orgel) als Geschenk des dortigen Kaisers Konstantin V. überbrachte. Dieser Instrumententyp ging auf die antike Hydraulis zurück, die im griechischen Raum wegen ihrer Klangfülle bei offiziellen Anlässen gespielt wurde. Die Franken waren wegen dieses Geschenks derart beeindruckt, dass später (812) auch Pippins Sohn Karl I. von einer byzantinischen Gesandtschaft ein όργανοv zum Geschenk erhielt. Wenig später wurde das „kaiserliche“ Instrument in Westeuropa im religiösen Kontext übernommen, zunächst vor allem in Bischofskirchen (siehe Geschichte der Orgel).
Aus den byzantinisch-fränkischen Beziehungen erwähnt sei ebenfalls das Bemühen des Frankenkönigs Karls I. 787, seine Tochter Rotrud mit Konstantin VI., dem Sohn der Kaiserin Irene, zu verheiraten. Der zeitgenössische Chronist Theophanes berichtet sogar, dass Karl sich um die Hand Irenes selbst bemühte. Durch seine Heiratspolitik versuchte er, seine politische Stellung abzusichern und auszubauen. Die Anträge stießen aber bei der Griechin auf Ablehnung, um fränkische Ansprüche im Römischen Reich zu vermeiden. Die Expansion des Fränkischen Reiches unter Karl führte schließlich sogar zur offenen Konfrontation der beiden Reiche, als Karl die Pax Nicephori brach und sich 804 Venedig einverleibte. Irenes Nachfolger Nikephoros I. entsandte eine Flotte, die die fränkisch besetzten Küsten Norditaliens verwüstete. Daraufhin lenkte Karl ein, und es kam 810 zu einer Einigung. Dieser zeitlich begrenzte militärische Konflikt ist der einzige historisch dokumentierte Krieg zwischen Griechen und „Deutschen“ vor 1941. In der Folge verbesserten sich die bilateralen Beziehungen zwischen Römischem Reich und Fränkischem Reich wieder. Um die Lage weiter zu entschärfen, gestand 812 Michael I. Karl den lang ersehnten Kaisertitel zu, jedoch ohne Erbfolge oder Hoffnung auf einen Augustus-Titel und explizit beschränkt auf das Fränkische Reich. Zur Verleihung übersandte er ihm als Geschenk das oben erwähnte όργανον.

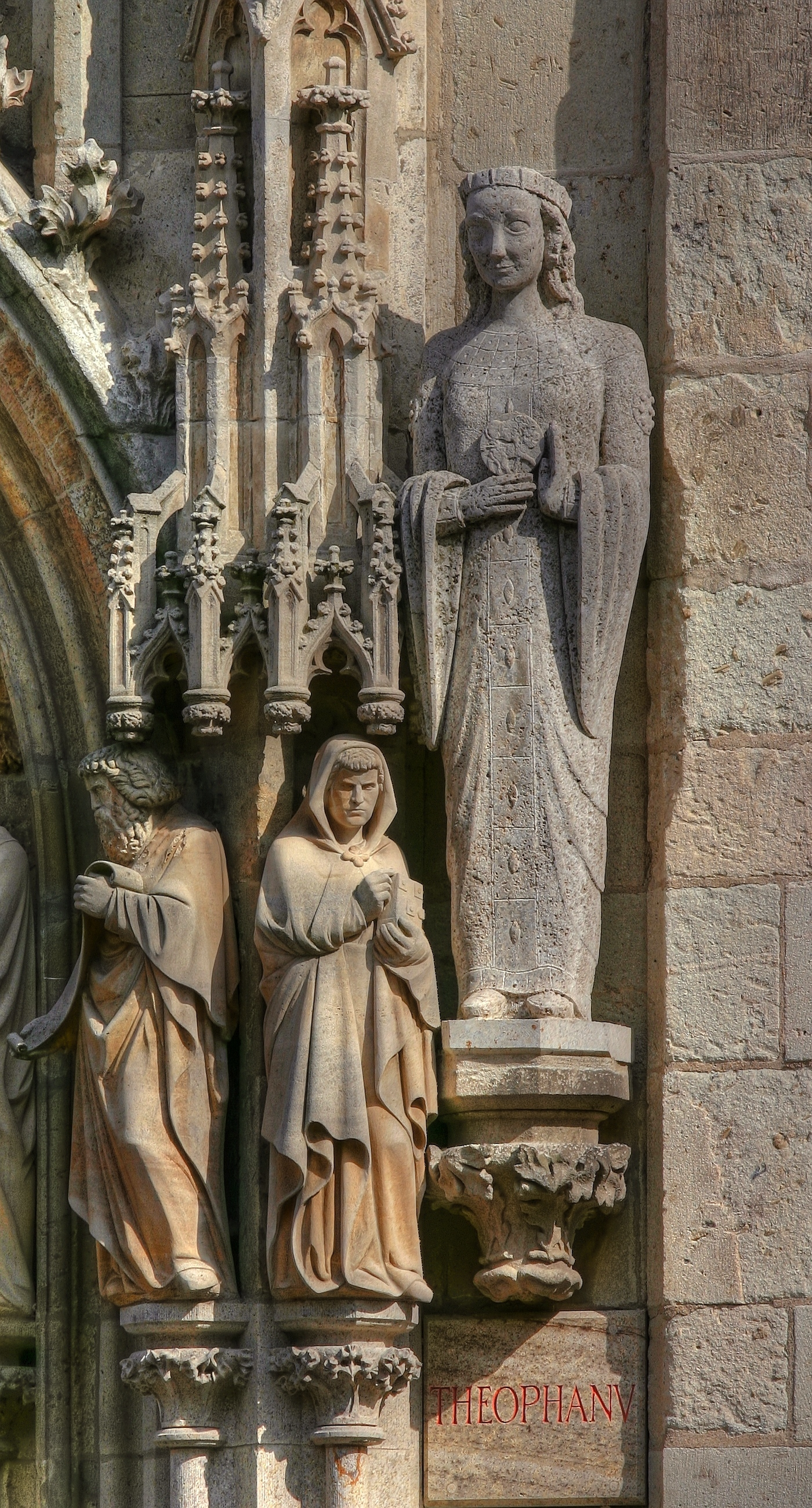
Skulptur der Kaiserin Theophano am Rathausturm der Stadt Köln

Eine eheliche Verbindung gelang erst Otto I., als dieser nach drei Anträgen 972 seinen Sohn Otto II. mit der byzantinischen Prinzessin Theophano verheiraten konnte, wenn auch wieder ohne Erbfolge für das Römische Reich. Die Verbindung von Otto und Theophano wirkte sich in vielerlei Hinsicht bereichernd und zum Teil einschneidend auf das kulturelle Leben im Ostfrankenreich aus. Nach dem Tod ihres Gatten übernahm die noch junge Theophano – für die Franken überraschend – die kaiserlichen Amtsgeschäfte vollumfänglich als „Imperator“ und regierte bis zu ihrem Tode 991 gemeinsam mit ihrer Schwiegermutter Adelheid von Burgund. Theophanos Sarkophag in Köln zeigt auf seiner Stirnseite die beiden Kirchen Sankt Pantaleon (Köln) und Haghia Sophia (Konstantinopel) gleichberechtigt. Diese deutsch-griechische Verbindung dokumentiert auch die damalige Einheit der gemeinsamen Religion in den beiden kulturell so unterschiedlichen Reichen, die schon wenig später verloren ging. Noch in den 990er Jahren kam es durch die Ausrufung des griechischen Bischofs Johannes Philagathos zum Papst zu einer heftigen Auseinandersetzung, die zu einem Romfeldzug Ottos III., der Absetzung und Blendung des Gegenpapstes sowie der Wiedereinsetzung des aus dem Ostfrankenreich stammenden Papstes Gregor V. führte. Mit dem Morgenländischen Schisma wurde 1054 die Trennung von West- und Ostkirche zementiert und Rom begann, in Konkurrenz zu den östlichen Patriarchaten eigene „katholische“ Parallelkirchen zu gründen.

## Neuzeit

### Renaissance
Zwar wurde der Begriff der Renaissance („Wiedergeburt“) des griechischen Kulturkreises in Italien erst 1550 von Giorgio Vasari geprägt. Nach Vasari wurde allerdings schon im 13. Jahrhundert in Kunst und Architektur das Rinascimento ins Leben gerufen, nämlich während der Kreuzzüge. Seit der Besetzung von Konstantinopel, der Hauptstadt des Römischen Reiches, 1204–1261 durch Feudalherren des lateinischen Westens (sogenanntes Lateinisches Kaiserreich) begann der Exodus griechischer Eliten vor allem in italienische Städte, die direkte Beziehungen (familiäre, wirtschaftliche, politische) zu den Griechen unterhielten. Bis zum Jahre 1423, nur 30 Jahre vor dem Untergang des Reiches, war Giovanni Aurispa mehrfach in die Hauptstadt gereist und brachte mit Unterstützung Johannes Palaiologos hunderte antiker Texte nach Italien, darunter Werke von Homer, Herodot, Thukydides, Platon und Aristoteles, bevor er sich als Griechischlehrer an der Universität Florenz niederließ. Auf Grund seines hervorragenden Rufes und wegen seiner zahlreichen Reisen zwischen Konstantinopel, Bologna, Florenz, Basel, Mainz, Köln stellte Giovanni Aurispa seinerzeit in Italien eine kulturelle Brücke zwischen dem griechischen und dem konkurrierenden deutschen Kulturkreis her, eine Brücke, die sich gerade für das Wiedererwachen des Hellenismus im 18. und 19. Jahrhundert und dessen Adaption bei den deutschen Kultureliten als überaus positiv erwies.
Nach der Eroberung Konstantinopels 1453 durch die Osmanen gehörte der größte Teil des griechischen Sprachraums 400 Jahre lang zum Osmanischen Reich. Die griechische Oberschicht begann ihre internationalen Beziehungen zu intensivieren. Sie etablierte vor allem in den europäischen Staaten permanente Außenstellen und zeigte dort zunehmend Präsenz in der internationalen Diplomatie und Geschäftswelt, gründete Kulturvereine.

### Philhellenismus

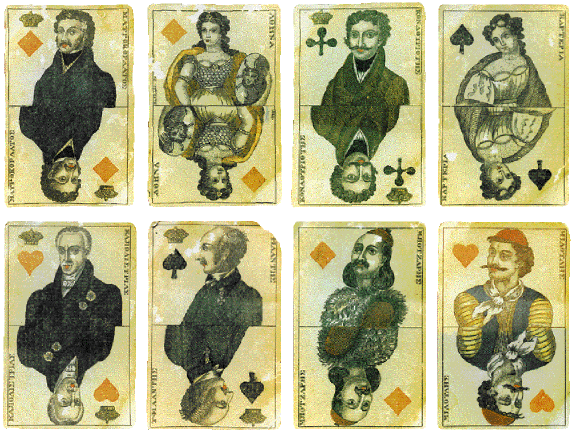
Kartenspiel mit den Konterfeis der Protagonisten des griechischen Freiheitskampfs

Seit dem 15. Jahrhundert existiert der Gründungsmythos der Stadt Frankfurt, wonach diese entweder wie Rom in Folge des Trojanischen Kriegs oder zu Ehren Helenas der Mutter Konstantin des Großen als Helenopolis (griechisch: „Stadt Helenas“) gegründet sein soll. Der Mythos war bis ins 18. Jahrhundert verbreitet.
In seiner Festschrift zum zweihundertjährigen Bestehen der ersten brandenburgischen Landesuniversität Alma Mater Viadrina 1706 in Frankfurt (Oder) prägte Erdmann Wircker den Ausdruck Spree-Athen als Namen der preußischen Hauptstadt Berlin. Aber auch die bayerische Hauptstadt München wurde als „Isar-Athen“ bezeichnet. Etwa zur gleichen Zeit bestand eine griechische Gemeinde in Leipzig, die einerseits im Handel wirkte, andererseits zu Freundschaften zwischen Griechen und Deutschen beitrug. Johann Wolfgang von Goethe lernte dort Griechen kennen und übersetzte auch einige Gedichte aus dem Neugriechischen, Johannes Papadopoulos wiederum übersetzte Goethes Iphigenie auf Tauris ins Griechische. Werner von Haxthausen bearbeitete eine Sammlung neugriechischer Volkslieder. 1811 komponierte Ludwig van Beethoven Die Ruinen von Athen.
Die Beschäftigung mit aktueller griechischer Literatur stand unmittelbar in Zusammenhang mit dem Anliegen sich für eine Unabhängigkeit Griechenlands einzusetzen und reichte über das bloße Studium antiker Klassiker weit hinaus. Im Verein der Philomusen waren sowohl Auslandsgriechen als auch Philhellenen organisiert. Zu den Mitgliedern der 1815 gegründeten Münchener Zweigstelle gehörten Maximilian I., wie auch sein Sohn, Kronprinz Ludwig I. Dieser glühende Philhellene gräzisierte sogar den Landesnamen Baiern zu Bayern und ließ zum Beispiel die Gebäude des Münchner Königsplatzes im altgriechisch-klassizistischen Stil errichten.
Die Sympathie für Griechenland war keinesfalls ohne Opposition, bereits zuvor existierte auch eine Antipathie gegen östliche Christen und Griechen im Speziellen, die sich nun in einer Kritik gegen den Philhellenismus konzentrierte. Die vermeintlich negativen Folgen der Griechenbegeisterung für die intellektuelle Entwicklung Deutschlands thematisierten Friedrich Paulsen und die britische Germanistin Eliza Marian Butler in ihrem Werk The Tyranny of Greece over Germany.
Frankreich und Großbritannien hatten sich bereits mit einem unabhängigen Griechenland abfinden können, während Fürst Metternich trotz Ereignissen wie dem Massaker von Chios versuchte, die Staatsgründung zu verhindern. Dass Ludwig I. der erste Monarch war, der sich für eine Unabhängigkeit Griechenlands einsetzte, trug nicht unwesentlich dazu bei, dass dessen Sohn Otto 1832 zum ersten König Griechenlands gekrönt wurde.

### Erste Forschungsreisen
Bis ins späte 18. Jahrhundert gab es keinen nennenswerten Reiseverkehr, und so wurde auch Griechenland nur vereinzelt von deutschen Besuchern aufgesucht. Hans Jacob Breuning von Buchenbach besuchte Athen am 9. Juni 1579, von dem jedoch kein Reisebericht überliefert ist. Georg August von Breitenbauch veröffentlichte 1794 die erste deutschsprachige Topographie Athens, die von der wissenschaftlichen Arbeit „Attika“ von Karl Otfried Müller übertroffen wurde.

### Die griechische Revolution
Am Rande des Wiener Kongresses 1814/15 regte der aus Korfu stammende Gesandte und dann Außenminister des russischen Zaren Ioannis Antonios Graf Kapodistrias die Gründung einer Gesellschaft der Philomusen an. Kapodistrias genoss beachtliches Ansehen in der hohen Diplomatie der europäischen Monarchien. Die Gesellschaft der Philomusen war ein zunächst im osmanischen Athen etablierter griechischer Kulturverein zur Förderung von Sprache und Kultur der Bevölkerung mit Sitz in einem dortigen Kloster. Bis zum Wiener Kongress waren die Förderer ausschließlich griechische und englische Mäzene. Noch während des Kongresses wurde die (europäisch erweiterte) Philomusengesellschaft gegründet und deren Sitz nach München verlegt. Erster Direktor war Franz von Baader. Die Mitglieder stammten aus Intellektuellenkreisen und vor allem dem griechischen Bürgertum in seinen Auslandszentren (unter anderem Wien, Genf, Zürich, München, Leipzig). Damit wurde neben Frankreich, England und Russland nun auch in den deutschen Staaten für die Freiheit der Griechen geworben. Mit diesem klugen Schachzug und nach den ersten Erfolgen der Griechischen Revolution ab 1821 betrieb Kapodistrias die Gründung eines griechischen Staates, an dessen Anerkennung durch die europäischen Staaten die Gesellschaft der Philomusen großen Anteil hat.
Auf der ersten Nationalversammlung in Epidavros wurde die erste Verfassung verabschiedet, die am 1. Januar 1822 in Kraft trat. 1827 wurde Kapodistrias zum Gouverneur ernannt und führte zwei Jahre später in Griechenland die erste demokratische Direktwahl der Neuzeit zur Nationalversammlung durch, die ihn sodann in seinem Amt bestätigte. Ab 1832 wurde nach Intervention von England, Frankreich und Russland die griechische Demokratie abgeschafft, die Verfassung außer Kraft gesetzt und ein 16-jähriger Deutscher als absolutistischer Herrscher eingesetzt.

### König Otto und Königin Amalia

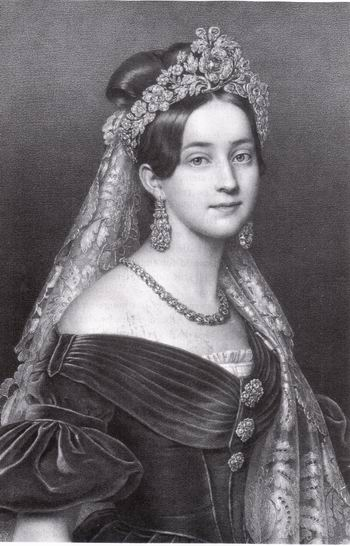
Zeitgenössisches Porträt von Amalie von Oldenburg mit einem der von ihr favorisierten schulterfreien Kleider

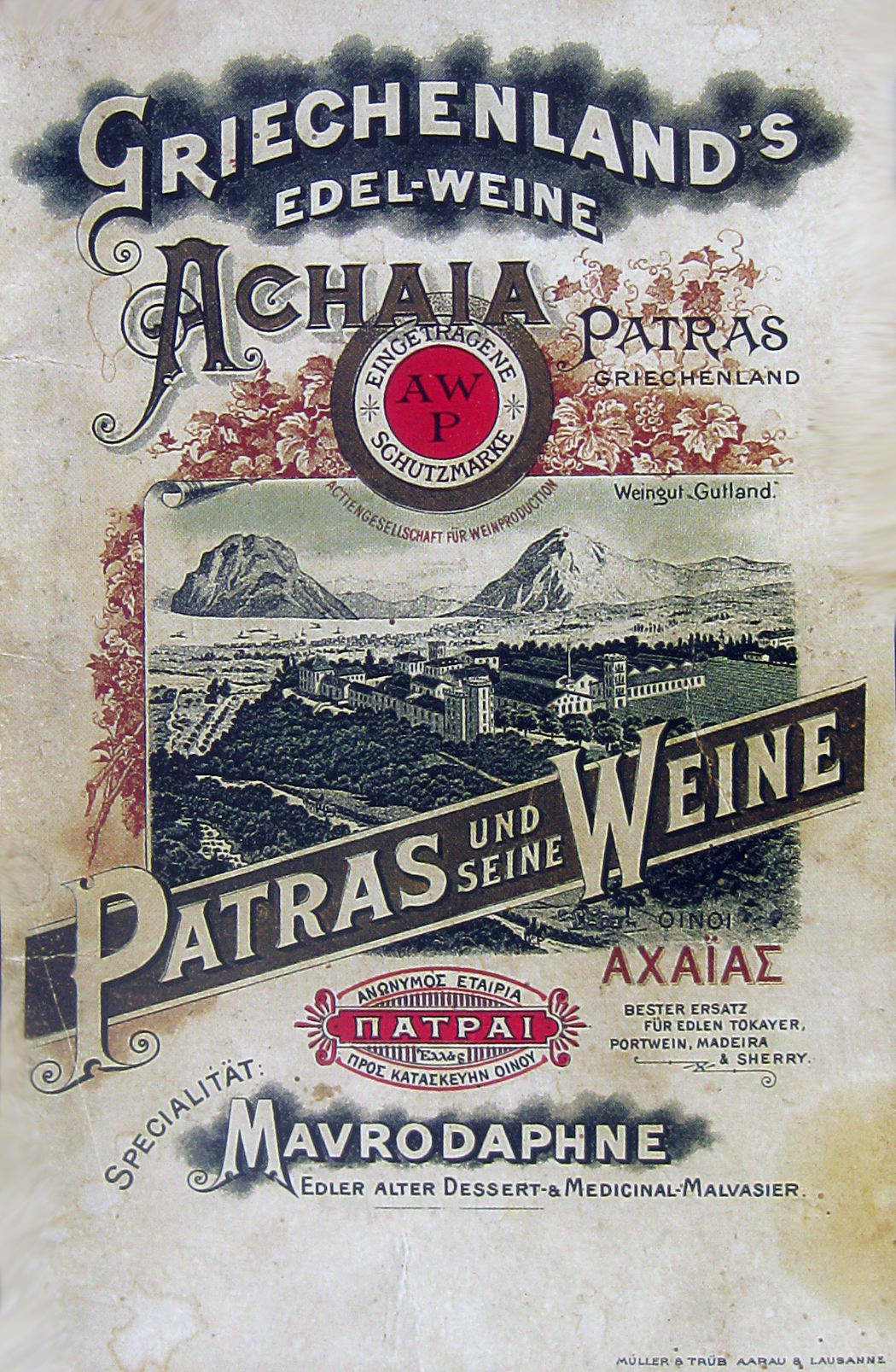
Werbung für Mavrodaphne des Weinguts Achaia Clauss

König Otto baute die von Ioannis Kapodistrias nach der Staatsgründung geschaffenen administrativen Grundlagen des jungen griechischen Staates weiter aus. Auch er konnte reiche Auslandsgriechen als Mäzene für sein Königreich gewinnen. Innen- wie außenpolitisch gelang es ihm jedoch nicht, für Stabilität zu sorgen. Attackiert wurde sein Wirken von den europäischen Mächten, die auf die Innenpolitik seines Landes Einfluss nahmen. Er selbst hatte aufgrund seiner neoabsolutistischen Auffassung von Politik nicht vor, eine Verfassung einzuführen und somit die Mitwirkung von Untertanen zu ermöglichen. Ganz im Gegenteil, nach der Ausrufung der Ersten Hellenischen Demokratie (Griechische Verfassung von 1822) wurde unter der Amtszeit ihres Gouverneurs Ioannis Kapodistrias im Jahre 1828 die erste demokratische Wahl im neu gegründeten Staat durchgeführt. Unter Otto wurden die vom Volk legitimierten Volksvertreter wieder abgeschafft. Stattdessen wurden Schlüsselpositionen in Regierung und Militär mit Personen aus Deutschland besetzt und verdiente Revolutionäre wie Theodoros Kolokotronis verfolgt. Zusätzlich bestand der Widerspruch, dass Otto (im Gegensatz zu seinem Nachfolger) nicht orthodox geworden war und trotzdem Oberhaupt der neugegründeten Orthodoxen Kirche Griechenlands wurde. Die Kirche reagierte mit der Trennung vom Ökumenischen Patriarchat und Wahl eines Metropoliten von Athen (Autokephalie). Erst als 1843 die bayrische Söldnertruppe nach 10 Jahren vertragsgemäß aufgelöst wurde (Londoner Konferenz), war Otto veranlasst, seinen Untertanen eine Verfassung zuzugestehen und einen Einheimischen zum Ministerpräsidenten zu ernennen. In der Folge wurde die absolutistische Staatsform auf Druck der Bevölkerung Schritt für Schritt gelockert.
Daneben setzte König Otto auch kulturelle Maßstäbe. So ließ er 1833 zwei „königliche“ Weihnachtsbäume an öffentlichen Plätzen aufstellen, je einen in Nauplion und einen in Athen. Es bildeten sich Menschenaufläufe, welche die geschmückten Bäume bestaunen wollten. Es waren vermutlich die ersten Weihnachtsbäume außerhalb des deutschsprachigen Raums. in den Folgejahren etablierte sich der Weihnachtsbaum in Griechenland.
Auch nach seiner Abdankung 1862 setzte sich König Otto von Bamberg aus für Griechenland ein. So stiftete er seine Apanage eines ganzen Jahres, um Kretern die Waffenlieferungen für deren Unabhängigkeitskampf gegen die Osmanen zu finanzieren. Die von Otto geschaffenen Grundlagen sollten seinem Nachfolger Georg I. ein funktionierendes Staatswesen und eine volle Staatskasse gewähren, die für die Finanzierung von Befreiungskriegen griechisch besiedelter Gebiete des Osmanischen Reichs nützlich war. Bis in die Gegenwart erhalten blieb eine Orientierung am deutschen Bildungswesen und am deutschen Rechtssystem. Otto und seine Frau Amalie von Oldenburg waren ein beliebtes Monarchenpaar der Griechen, zahlreiche Straßen und sogar Orte tragen ihren Namen.

### Erste bilaterale Verträge
Ab 1833 wurde unter Otto eine griechische Vertretung in München eingerichtet. Die erste griechische Botschaft in Berlin wurde 1834 eröffnet, als Berlin die Hauptstadt des Königreichs Preußens war. 1839 kommt es zum Abschluss eines Handels- und Schifffahrtsvertrags zwischen Preußen und Griechenland sowie eines Handelsvertrags zwischen Sachsen und Griechenland. 1857 wurde ein Übereinkommen zwischen dem Zollverein und der Republik der Ionischen Inseln abgeschlossen, die 1864 zu Griechenland beitrat.
1859 lieferte das damals junge Unternehmen Siemens und Halske Telegrafenapparate für eine Telegrafenlinie, die Griechenland mit der Türkei verband. Bis zur Jahrhundertwende und Einrichtung einer eigenen Niederlassung in Griechenland kam es zu mindestens 3 weiteren Vertragsabschlüssen. Zu den ersten Exportartikeln im großen Stil gehörten auch chemische Produkte und Halbzeuge. Auch im Bau von Bahnstrecken und Fahrzeugen wurden anfangs Aufträge vergeben. Als der griechische Staat jenen Firmen den Vorzug gab, die auch bereit waren, das unternehmerische Risiko der Investition zu tragen, gingen Eisenbahnaufträge als Konzessionen an französische und englische Investoren. Für die Firma Krupp stellte Griechenland einen wichtigen Markt für Kanonen und Geschütze dar.

## Kaiserreich und Weimarer Republik

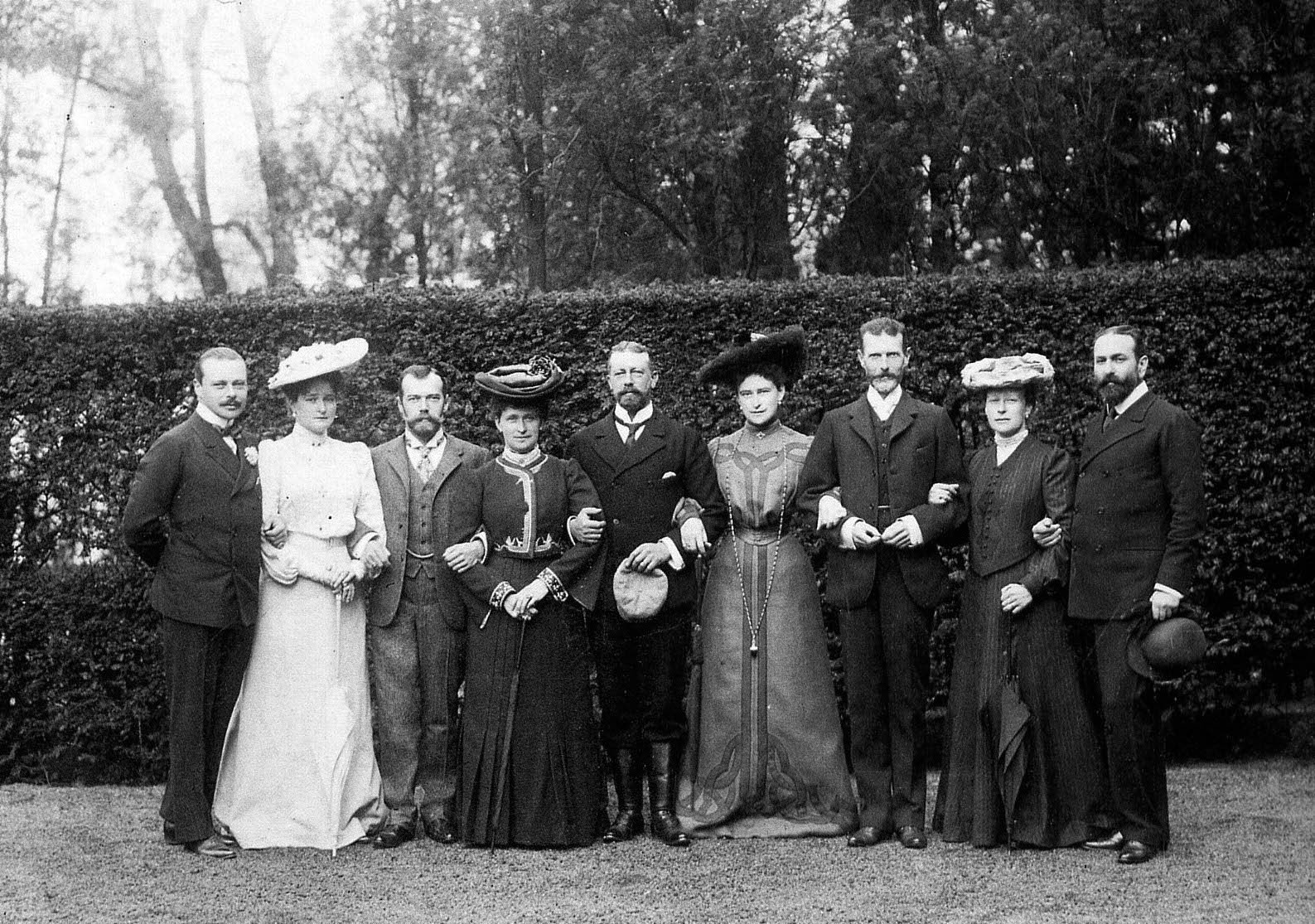
Vermählung von Prinz Andreas von Griechenland und Prinzessin Alice von Battenberg in Darmstadt, 1903

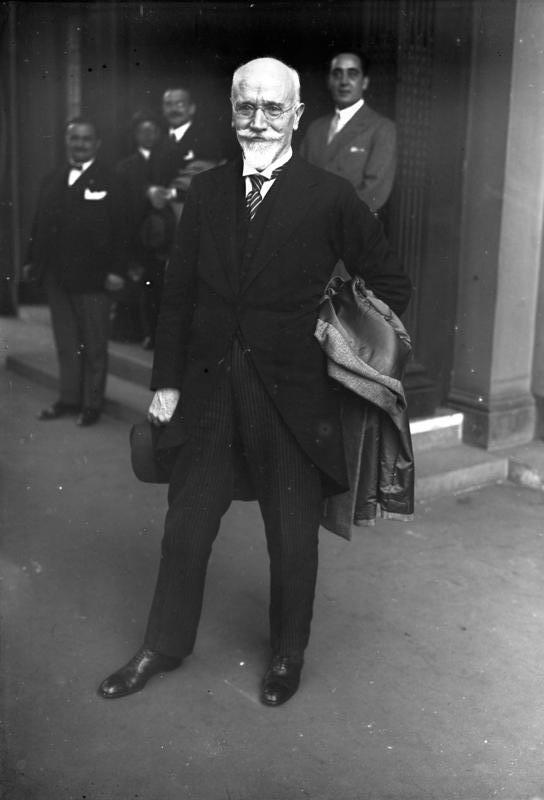
Venizelos in Berlin, 1929

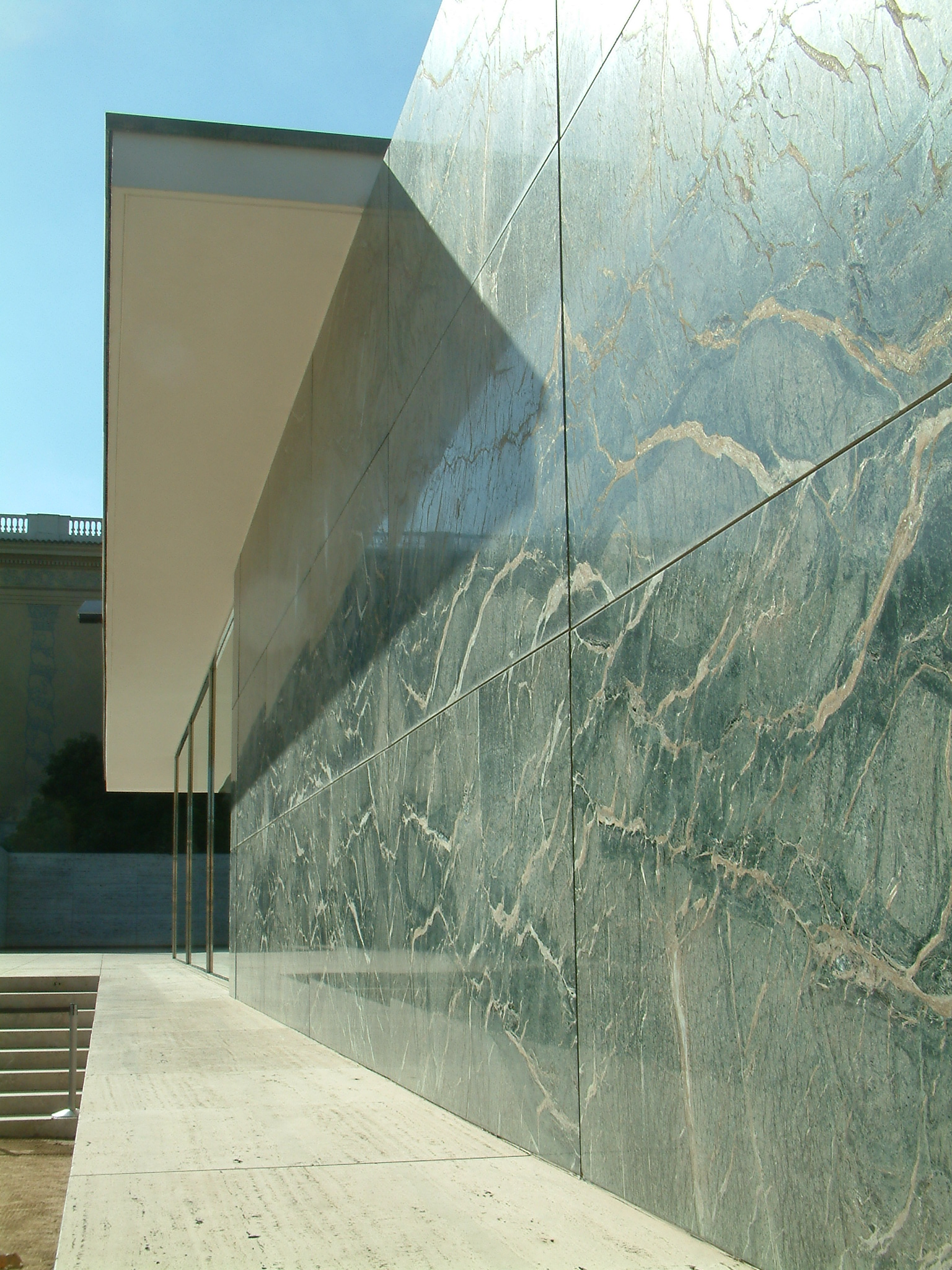
Der Marmor Tinos verde antico aus Tinos, verwendet von Ludwig Mies van der Rohe für den Bau des Barcelona-Pavillon, 1929

Während der Kolonialpolitik war Griechenland als Hafen und Zwischenstation zu den Kolonien von Interesse. Kaiser Wilhelm hatte von den Erben der österreichischen Kaiserin Elisabeth (Sisi) das Schloss Achilleion auf Korfu gekauft und als Feriendomizil genutzt. Ende des 19. Jahrhunderts wurden zahlreiche deutsche Institutionen in Griechenland gegründet, darunter die bis heute existierenden zwei deutschen Schulen und 1872 das Deutsche Archäologische Institut Athen. 1884 wurde ein Handels- und Schifffahrtsvertrag zwischen dem Deutschen Reich und Griechenland abgeschlossen.
Nachdem Deutsche von französischer Seite nicht zu der Gründung des Internationalen Olympischen Komitees 1894 an der Pariser Sorbonne geladen waren, setzte Dimitrios Vikelas gegen Pierre de Coubertin durch, Deutschland zu den Olympischen Spielen 1896 zu laden. Aber auch in Deutschland gab es Widerstände von Seiten der bürgerlich-nationalistisch ausgerichteten Deutschen Turnerschaft, die an den olympischen Spielen nicht teilnehmen wollte. Der wichtigste Fürsprecher der olympischen Idee in Deutschland war Willibald Gebhardt, der mit Unterstützung von Vikelas die Aufnahme Deutschlands ins IOC erreichte. Die olympische Geschichte Deutschlands beginnt jedoch einige Jahre früher, denn Deutschland hatte die Ausgrabungen im antiken Olympia geleitet.
Den Beginn des Ersten Weltkrieges nutzten französische Unternehmen in Griechenland und investierten verstärkt, zum Beispiel in Eisenbahngesellschaften. Das Königreich Griechenland weigerte sich, auf Seiten der Alliierten in den Krieg gegen das Deutsche Kaiserreich einzutreten. Diese Haltung wurde vom Königspaar, Konstantin aus dem Haus Glücksburg und Sophie von Preußen – der Schwester Kaiser Wilhelms – sowie dem Außenminister Georgios Streit getragen. Eleftherios Venizelos übernahm mit Hilfe der französischen Alliierten in großen Teilen Nordgriechenlands die Kontrolle. Die „Schutzmächte“ erhöhten den Druck auf den König und stellten ihm im Juni 1917 ein Ultimatum, woraufhin König Konstantin am 14. September 1917 Griechenland verließ und in die Schweiz ging. Nachdem Venizelos´ Amtsenthebung von 1915 für ungültig erklärt worden war, wurde Venizelos am 27. Juni 1917 zum zweiten Mal Ministerpräsident und erklärte 1917 Deutschland und Bulgarien den Krieg. Gleich nach dem Krieg normalisierten sich die deutsch-griechischen Beziehungen rasch. 1924 wurde die Deutsch-Griechische Industrie- und Handelskammer gegründet. Venizelos unternahm 1929 eine Reise nach Berlin mit dem Zweck, dem wachsenden Warenaustausch der beiden Länder auch ein politisches Zeichen zu geben. Er besuchte auch die Firma Siemens & Halske, welche einen Auftrag für das Selbstwählnetz in Griechenland erhalten hatte, es wurde am 10. Februar 1930 in Betrieb genommen und war eines der ersten weltweit.
Auch gegenüber Georges Clemenceau, der ein Jahr später Athen besuchte, betonte Venizelos bezogen auf den vergangenen Weltkrieg, dass frühere Abneigungen gegenüber Deutschland ausschließlich nur dem deutschen Militarismus galten. Venizelos bat das Land Bayern, den Mathematiker Constantin Carathéodory für ein Jahr von seiner Lehrtätigkeit zu beurlauben, damit dieser an der Reformierung des griechischen Hochschulwesens mitwirken könne. 1931 besuchte der liberale Reichstagsabgeordnete Theodor Heuss Griechenland. Im Anschluss an eine Konferenz machte er eine Rundreise, in der er mit Artikeln über das Land berichtete. Seit 1932 war das deutsche Reich der wichtigste Handelspartner Griechenlands, sowohl in den Exporten als auch im Import. 1931 wurde die Charta von Athen (Denkmalpflege) und 1933 die Charta von Athen (CIAM) beschlossen, beide prägten den Städtebau auch in Deutschland für viele Jahrzehnte.

## Zweiter Weltkrieg und „Katochi“

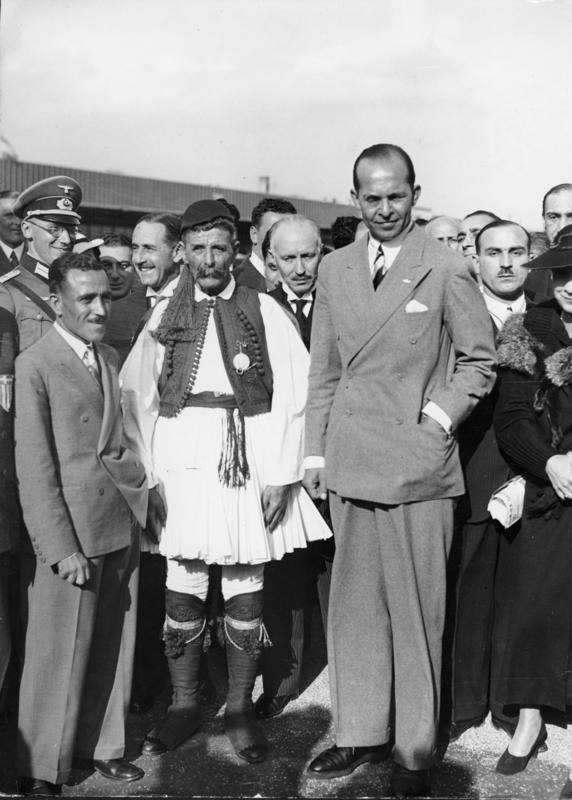
Am Berliner Flughafen, 1936: Spyridon Louis (in griechischer Tracht) wird zum griechischen Thronfolger Paul vorgelassen

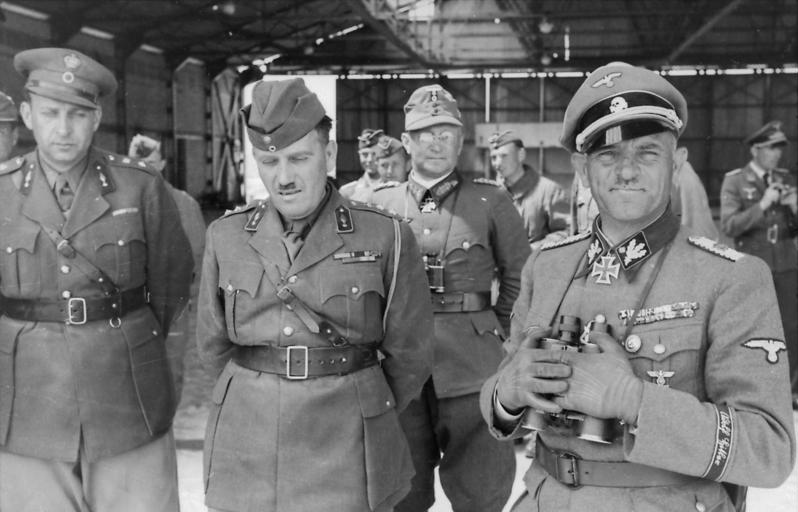
Kapitulationsverhandlungen 1941

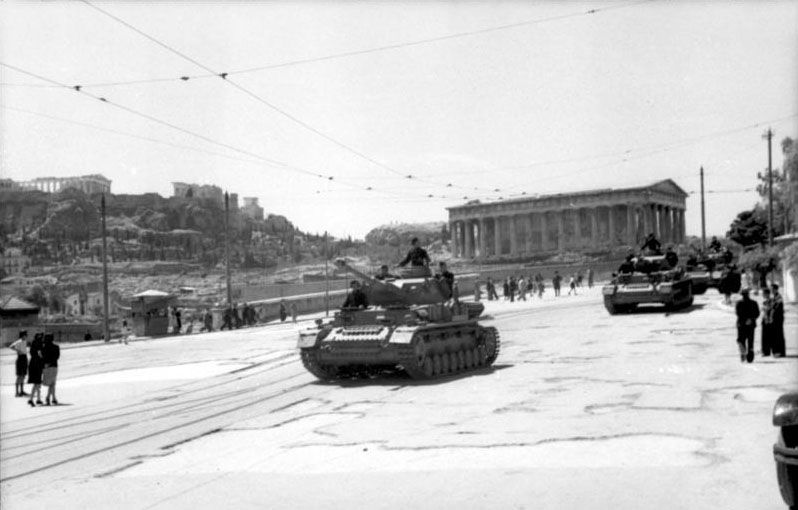
Deutsche Panzer in Athen, 1943

Der griechische Außenhandel war wegen seiner seit 1833 ausschließlich deutschen Könige nicht unabhängig und einseitig auf Deutschland gerichtet. Selbst zur Zeit der zweiten griechischen Demokratie unter (dem Royalisten) Alexandros Zaimis intensivierten in den 1930er Jahren Griechenland und Deutschland ihre wirtschaftlichen Beziehungen, wobei Griechenland in einer schwierigeren Lage war. Seine Hauptausfuhrprodukte Tabak und Korinthen fanden wegen diverser Luxusbesteuerungen nicht genug Abnehmer in der Welt, so dass Deutschland entsprechend profitierte. Griechenland akzeptierte, industrielle Fertigwaren über Weltmarktdurchschnitt zu kaufen. Es war durch seine Exporte nach Deutschland wirtschaftlich erpressbar, eine Auszahlung des erzielten Überschusses wurde stets abgelehnt, so dass Griechenland umfangreiche Importe zum Beispiel Rüstungsbestellungen tätigen musste.
Am 30. Januar 1933 erfolgte nach demokratischer Wahl in Deutschland die Ernennung Adolf Hitlers zum Kanzler. In Griechenland kam es bei den Parlamentswahlen im Januar 1936 zu einem Patt. Der (deutsche) König nutzte die Gelegenheit und ernannte Ioannis Metaxas, den Vorsitzenden der Freisinnigen Partei (mit nur sieben Parlamentssitzen) am 13. April 1936 zum Premierminister. Metaxas entstammte einer alten königstreuen Politikerfamilie und war Absolvent der Preußischen Kriegsakademie. Er errichtete sogleich ein autoritäres Regime, wofür er vom König mit weitreichenden legislativen Befugnissen ausgestattet wurde, bevor schließlich 1941 die Macht an Hitler übergeben wurde.
Seit dem Aufstieg Hitlers aber waren die Rohstoffvorkommen Griechenlands ins Visier der Deutschen geraten. So nahm im Mai 1934 Hermann Göring eine Urlaubsreise nach Griechenland zum Anlass, der politischen Führung „Grüße […] und das besondere Interesse Hitlers an Griechenland“ mitzuteilen. Zurück in Deutschland berichtete die Delegation, „dass kein Volk beliebter sei in Griechenland als das deutsche“, während man den Griechen von wirtschaftlichen und sozialen Erfolgen des Nationalsozialismus vorschwärmte. Die Initiative Görings wurde in Griechenland als eine Art Philhellenismus fehlinterpretiert. Tatsächlich kopierte kurz darauf Metaxas soziale Programme der Nationalsozialisten und führte Mindestlöhne und die staatliche Kranken- und Rentenversicherung IKA ein. Gleichzeitig entstanden zwischen den Regierungen Beziehungen in der Kommunismusbekämpfung. Die Kriegstreiberei und der Antisemitismus wurden von griechischer Seite noch unterschätzt.
Vorläufiger Höhepunkt deutsch-griechischer Beziehungen stellten die Olympischen Spiele in Berlin dar. Erstmals wurde das olympische Feuer in Olympia entfacht und mit einem Fackellauf nach Berlin getragen. Die griechische Fotografin Nelly traf Leni Riefenstahl und beriet sie zu dem Film Olympia. Das außenpolitische Amt der NSDAP erwarb Bildrechte von Nelly für seine Publikation Unsterbliches Hellas von 1937, die den Zweck hatte, eine kulturelle Verbindung herzustellen. Die Spiele selbst wurden unter anderem von Paul von Griechenland besucht, Spyridon Louis der Olympiasieger von 1896 tauchte als Zuschauer auf und wurde zur griechischen Delegation vorgelassen.
Ioannis Metaxas versuchte Griechenland zunächst aus dem Geschehen des Zweiten Weltkriegs herauszuhalten und lehnte britische Militärhilfe ab. Andererseits war Griechenland für die Achsenmächte ein wichtiger Brückenkopf nach Afrika und verfügte zudem über immense Reserven an für den Krieg wichtigen Bodenschätzen. Nach dem pro-hellenischen Propagandafeldzug in Deutschland aber konnte der Kanzler nunmehr schlecht einen Feldzug gegen Griechenland ankündigen. So wurde Griechenland am 28. Oktober 1940 von Mussolinis Truppen nach einem Ultimatum angegriffen. Es gelang jedoch, die wenig motivierten italienischen Truppen zurückzuschlagen. Der eigentlich deutschlandfreundliche Ioannis Metaxas hatte die nationale Verteidigung rechtzeitig organisiert und später in sein Tagebuch notiert: „Besser wir sterben alle, als dass wir Hitler untergeordnet sind“. Kurz danach, im Januar 1941 starb er angeblich durch den Behandlungsfehler eines Arztes. Deutschland reagierte ab dem 6. April 1941 ohne jegliche Kriegserklärung mit dem Überfall auf Griechenland. Hitlers Truppen stießen wenig auf Gegenwehr des Militärs und gelangten gemeinsam mit Italienern, Bulgaren und freiwilligen Albanern in wenigen Wochen nach Athen. Der (deutsche) Oberbefehlshaber der griechischen Streitkräfte, Georg II. König der Hellenen hatte sich nach Kreta und später nach Ägypten abgesetzt, um nicht in die Zwangslage zu geraten, auf seine (deutschen) Landsleute schießen zu lassen. Sofort organisierten die Griechen eine Nationale Befreiungsfront (EAM) gegen den Eindringling. Nachdem im ersten Besatzungswinter eine viertel Million Zivilisten in den Straßen von Athen verhungerten und vom König nichts zu erwarten war, nahmen die Griechen im Sommer 1942 den militärischen Kampf auf. Gegen Ende der Besatzung 1944 standen 120.000 Frauen und Männer unter Waffen. Darunter zahlreiche italienische, albanische aber auch deutsche Überläufer, wie zum Beispiel berühmte Mitglieder der Strafdivision 999 und der Weißen Rose. Die EAM hatte eine eigene demokratisch gewählte Regierung gebildet und das Partisanenheer zur regulären Armee ELAS erklärt. Hitler musste die Besatzungsarmee mehr als verdoppeln, verlor aber trotzdem bis 1944 die Kontrolle über das Land.
Noch bis 1942 stieß die Haltung Griechenlands in Deutschland auf Wohlwollen, zumal der König sich zuvor einer Kriegsbeteiligung auf britischer Seite verweigert hatte. Berichte, die für Soldaten verfasst wurden (zum Beispiel von Erhart Kästner), zeichneten ein positives Bild des Landes. Wenngleich auch Bulgarien und Italien an der Besetzung Griechenlands beteiligt waren, sicherte sich das Dritte Reich die nahezu exklusive Ausbeutung des Landes.
Von 1942 bis 1944 existierte ein deutsches Forschungsinstitut für Biologie in Piräus, das vom Kaiser-Wilhelm-Institut für Biologie gegründet worden war. Die Institution war schon in den 1930er Jahren – auch als außenpolitische Maßnahme – geplant gewesen, die Arbeit wurde jedoch vom Zweiten Weltkrieg überschattet.

### „Katochi“, die Wirtschaftliche Ausbeutung
Bis ins Jahr 1941 waren die Plünderungen griechischer Sachgüter durch die deutsche Wehrmacht eher willkürlich und rücksichtslos. Geschäfte und Büros in Athen wurden ohne Skrupel ausgeraubt – ein Schock für die Menschen vor Ort. Mussolini verspottete diese Zustände in Griechenland und sagte, dass „[d]ie Deutschen den Griechen selbst die Schnürsenkel davon getragen haben.“
Nach dem Chaos wurde die Ausbeutung systematisiert. Die Besatzungskosten wurden so festgelegt, dass sie den Wert der beschlagnahmten Güter bei weitem überstiegen. Griechenland wurde somit zur teuersten Belastung für das Deutsche Reich – eine Belastung, die immer weiter anwuchs. Als die Belastung unerträglich hoch wurde erreichte, entschied Hitler, diese im Fall von Griechenland in Aufbaukosten umzubenennen.
Am 1. Oktober 1942 wurde die DEGRIGES (Deutsch-Griechische Warenausgleichsgesellschaft mbH) gegründet. Zweck der Gesellschaft war, das Land auszurauben durch Abzug der Ressourcen an Sach- und Vermögenswerten sowie die Besatzungskosten einzutreiben, nachdem die Steigerung des Banknotenumlaufs durch die gleichgeschaltete Bank von Griechenland diesen Zweck nicht weiter erfüllen konnte. Der Konfiskation aller Nahrungsmittel stand eine lächerliche Anzahl verteilter Lebensmittel gegenüber. Dies machte sich besonders in Athen bemerkbar, wo während der großen Hungersnot 300.000 Menschen starben. Grausamkeit und Profitgier zerstörten das Leben der Menschen in Griechenland. Die Nazis haben das Wirtschaftsverbrechen in der Öffentlichkeit als Kriegshandlung verkauft. Diese Fehldeutung hält sich bis in die Gegenwart.

### Wandlung der Kriegsberichterstattung ab 1943: Vom „guten“ zum „bösen“ Griechen
Die nationalsozialistische Ideologie hatte einst die Griechen als edel und tapfer eingestuft. Daher wurde die Partisanenbekämpfung nun als Rechtfertigungsgrund der wirtschaftlichen Ausplünderung herangezogen. Offenbar reichte jedoch die Partisanenaktivität nicht aus, die größte Ausplünderung eines besetzten Landes zu rechtfertigen. Ab 1943 begann man daher allmählich in der gleichgeschalteten Presse zu suggerieren, die Griechen hätten einen Hass gegen Deutsche: „… aber dafür sind es griechische Caféhäuser, man kann nicht verlangen, dass sie einen Fremden rühmen“, bereits ein Jahr später heißt es in der Signal: „Ich glaube, dass ein Jude zehn Griechen übers Ohr haut. Das Feilschen liegt dem Griechen im Blut. Von einer geregelten Arbeit wollen die meisten nichts wissen.“ Mit der sich abzeichnenden Niederlage wird später eine Unbeherrschbarkeit impliziert: „Händlerische Gewinnsucht und orientalische Lebensgesetze beherrschen diese südländische Menschenrasse.“
130.000 Zivilisten wurden von der deutschen Besatzungsmacht sofort ermordet und 70.000 griechische Juden in Vernichtungslager deportiert. Über 150.000 NS-Zwangsarbeiter wurden sowohl in Griechenland eingesetzt, als auch nach Deutschland verschleppt. Die dreieinhalbjährige Besatzung kostete Griechenland je nach Schätzung insgesamt rund 500.000 bis 800.000 Menschenleben, bei einer Bevölkerungszahl von 7,2 Mio. Davon waren weniger als 5 % Militärangehörige.
Siehe auch: Verbrechen von Wehrmacht und SS in Griechenland

## Bewältigung und Aufarbeitung der „Katochi“

### Umgang mit Tätern
Die Verfolgung von Tätern wurde von Seiten der Bundesregierung als Belastung der deutsch-griechischen Beziehungen betrachtet. Man feilschte um eine Herabsetzung der Anzahl der Täter, die juristisch in Deutschland belangt werden sollten. Von 911 Verdächtigten an „Mord, Körperverletzung, Notzucht, Raub, Plünderung und Brandstiftung“ sagte die Bundesregierung zu, 22 Personen strafrechtlich zu verfolgen. Die Verfahren wurden nach Weiterreichung an die Landesbehörden jedoch überwiegend eingestellt.

### Gedenken
Die deutschen Gefallenen sind auf dem Deutschen Soldatenfriedhof Maleme auf Kreta und dem Deutschen Soldatenfriedhof Dionyssos-Rapendoza bei Athen bestattet.
Deutschland beteiligt sich mit über ein Drittel der Baukosten am neuen Holocaustmuseum in Thessaloniki, wird aber nicht die Betriebskosten mittragen. Mit 10 Millionen Euro handelt es sich dabei um das bisher größte deutsche Engagement in Griechenland.

### Wiedergutmachung, Zwangskredit, Reparationen
Auch 80 Jahre nach Kriegsende gibt es keine Einigung mit Griechenland. Während etwa
„die Frage der Entschädigung ein wichtiges politisches Thema im Verhältnis zwischen Israel und der Bundesrepublik Deutschland.“ ist, begrenzt sich die Aufarbeitung der Taten in Griechenland auf „Erinnerungskultur“
In der Frage der Weltkriegsreparationen und des Zwangskredits, die seit 1945 nicht bilateral geklärt sind, änderte sich die Haltung Deutschlands insofern, als dass 2019 ein Gutachten des Bundestages Zweifel an der bisherigen Position der Bundesregierungen hegte, wonach Deutschland nicht zahlen muss, und regte eine Klärung vor dem Internationalen Gerichtshof an.

## Beziehungen Griechenlands zur alten Bundesrepublik

### 1949 bis 1974
Nach dem Weltkrieg befand sich Griechenland bis 1949 im Bürgerkrieg, das Jahr, in dem Deutschland geteilt wurde und aus den drei Westzonen die BRD gegründet wurde. 1950 öffnete das griechische Generalkonsulat in Bonn, ein Jahr später eine diplomatische Mission der Bundesrepublik in Athen. Die Alliierten demontierten zahlreiche Produktionsanlagen und sprachen Griechenland eine bereits demontierte Turbinenanlage aus Bremen zu. Die Stadt hatte übermäßig unter Reparationen zu leiden, so dass der Verzicht Griechenlands auf diese Anlage und der Wiedereinbau für die Wirtschaft und die Arbeitsplätze von großer Bedeutung war. Im Oktober 1950 besuchte der stellvertretende Ministerpräsident Griechenlands Georgios Papandreou Bonn. Im Mittelpunkt standen die Wiederaufnahme der Handelsbeziehungen, beispielsweise dem Export griechischen Tabaks nach Deutschland. Papandreou erwähnte gegenüber Konrad Adenauer den Weltkrieg nur in einem Nebensatz. Zuvor hatte Griechenland auf Wunsch der Bundesrepublik zahlreiche Verfahren gegen deutsche Nazis eingestellt, mit einem Freispruch enden lassen oder Begnadigungen erlassen. Das „Tabakabkommen“ wurde von deutscher Seite nicht eingehalten, es wird trotzdem von beiden Seiten als Erfolg in den Beziehungen gedeutet.
1952 wurde offiziell der Kriegszustand zwischen Deutschland und Griechenland beendet. Am 18. Februar 1952 trat Griechenland der NATO bei (die Bundesrepublik Deutschland folgte am 6. Mai 1955). Am 27. Februar 1953 wurde das Londoner Schuldenabkommen unterzeichnet. Nur zwanzig Jahre nach der Konferenz von Lausanne beanspruchte Deutschland abermals einen Schuldenschnitt. Damals waren von den Vertragspartnern Großbritannien und Frankreich ca. 110 Mrd. Reichsmark an Schulden aus dem Ersten Weltkrieg und der Weltwirtschaftskrise erlassen worden. Diesmal verzichteten 60 Gläubigerstaaten, darunter auch Griechenland, das Abgesandte zu den Verhandlungen geschickt hatte, auf insgesamt 42 % ihrer Forderungen aus verbliebenen Vorkriegsschulden und neuen aus dem Zweiten Weltkrieg.
Griechenland ermöglichte vor allen anderen Ländern eine Wiederaufnahme der Arbeit deutscher Institutionen, so etwa 1951 das Deutsche Archäologische Institut Athen (vor Rom und Istanbul), die erste Auslandsniederlassung des Goethe-Instituts 1952 (zum Teil wurden die Aktivitäten eines seit 1837 existierenden deutsch-griechischen Vereins übernommen) und der deutschen Evangelischen Kirche 1953. Von deutscher Seite wurde die griechische Initiative durch das Wirtschaftsabkommen vom 11. November 1953 honoriert, in dem die Bundesrepublik eine Anleihe gewährte, diese erreichten eine Höhe von 200 Mio. DM und wurden mit 2 % verzinst mit denen Investitionsgüter in Deutschland gekauft wurden. Anders als beispielsweise die Türkei und Jugoslawien erhielt Griechenland keine Wirtschaftshilfe der Bundesrepublik. Bereits zuvor hatte der Minister Spyros Markezinis in Eigenregie Kontakt zu deutschen Unternehmen und zu Ludwig Erhard aufgenommen und musste nach Bekanntwerden zurücktreten. Der griechische Ministerpräsident Alexandros Papagos, einst im KZ Dachau interniert, zeigte sich versöhnlich und lobte wiederholt die Bundesrepublik.

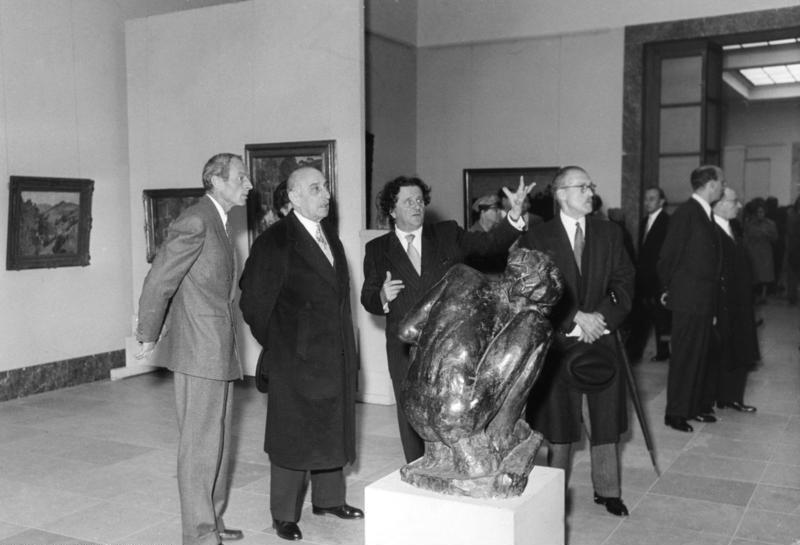
Der griechische Ministerpräsident Papagos zu Besuch im Haus der Kunst in München, 1954

Auf Einladung Griechenlands besuchte Konrad Adenauer im März 1954 das Land, diese freundliche Einladung wurde in Anbetracht der Kriegsfolgen von deutscher Seite mit Verwunderung wahrgenommen. Während einer Audienz beim Königspaar überreichte Adenauers Tochter Lotte einen Scheck über 50.000 Mark mit genauen Vorgaben, wie diese den Opfern des deutschen Massakers in Kalavryta zugutekommen sollte. Königin Friederike empfand dies als Affront und ließ den Scheck auf einem Flügel liegen, erst später nach diplomatischen Bemühungen ihres deutschen Bruders wurde der Scheck eingelöst. Nach dem Besuch in Athen reiste der Bundeskanzler mit der Fähre nach Santorin; wie dort üblich, erreichte er die Oberstadt der Insel auf einem Esel. Zur Verabschiedung des Bundeskanzlers organisierten die Einwohner ein großes Feuerwerk. Im Juni 1954 besuchte der griechische Ministerpräsident Alexander Papagos die Bundesrepublik. Nach der Bundeshauptstadt besuchte Papagos München zur Kranzniederlegung an den Gräbern von König Otto und Königin Amalie in der Theatinerkirche. Im Herbst 1954 besuchte Ludwig Erhard Griechenland und erreichte, dass Grundbesitz deutschen Reiches nur an die Bundesrepublik zurückgegeben wurde.

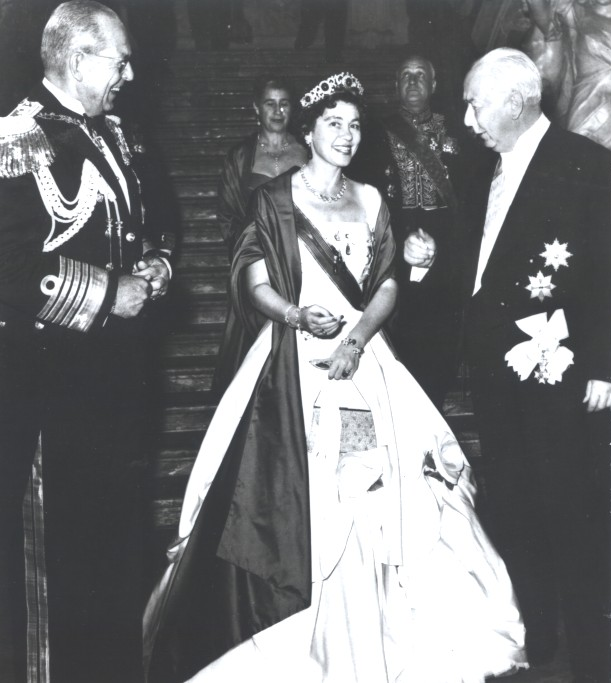
Paul, Friederike und Heuss in Bonn, 1956

Von größerer Bedeutung war 1956 die Einladung des Bundespräsidenten Theodor Heuss zu einem Staatsbesuch, denn diese brach die formelle diplomatische Isolierung Deutschlands. Die Einladung überbrachte Ernst August von Hannover, Bruder der griechischen Königin, im Auftrag des griechischen Königs Paul. Der Staatsbesuch wurde ein Erfolg. Tausende Athener begrüßten das Staatsoberhaupt am Bahnhof, wo das Begrüßungszeremoniell stattfand. Bei seiner Rückkehr in Deutschland bezeichnete Heuss die Reise als Rückwanderung in die eigene geistige Heimat. Der Außenminister Heinrich von Brentano nahm die euphorische Stimmung zum Anlass, bilaterale Abkommen im Bereich Kultur und Erziehung abzuschließen. Ausländische Botschafter blieben dem offiziellen Empfang demonstrativ fern. Noch im selben Jahr wurde der Staatsbesuch erwidert, es war der erste Staatsbesuch in Bonn der mit militärischen Ehren empfangen wurde. In einer Parade fuhren König Paul mit Theodor Heuss und Königin Friederike folgend mit Konrad Adenauer in je einem offenen Mercedes 300 durch die Stadt. Weitere Stationen der Reise waren Essen, Celle, Hannover, Braunschweig, Lüneburg und München. Staatliche Interesse über den Besuch als neugewonnene Souveränität sowie Jubel und Begeisterung in der Bevölkerung über den Besuch eines Königspaars ergänzten sich.
Am 25. März 1957 wurde die Bundesrepublik Deutschland Gründungsmitglied der EWG, Griechenland unterzeichnete 1961 ein Assoziierungsabkommen mit der EWG. Nach der Sturmflut 1962 spendete Griechenland 520 Tonnen Korinthen und Sultaninen. Diese wurden u. a. über die Schulen an die Hamburger Schüler verteilt.
1960 wurde das Anwerbeabkommen zwischen der Bundesrepublik Deutschland und Griechenland geschlossen. Es regelte die Anwerbung von Gastarbeitern nach Deutschland. Niederschlag in der deutschen Populärkultur fand diese Thematik im Lied Griechischer Wein von Udo Jürgens aus dem Jahr 1974, das von den Problemen griechischer Gastarbeiter in Deutschland handelt.

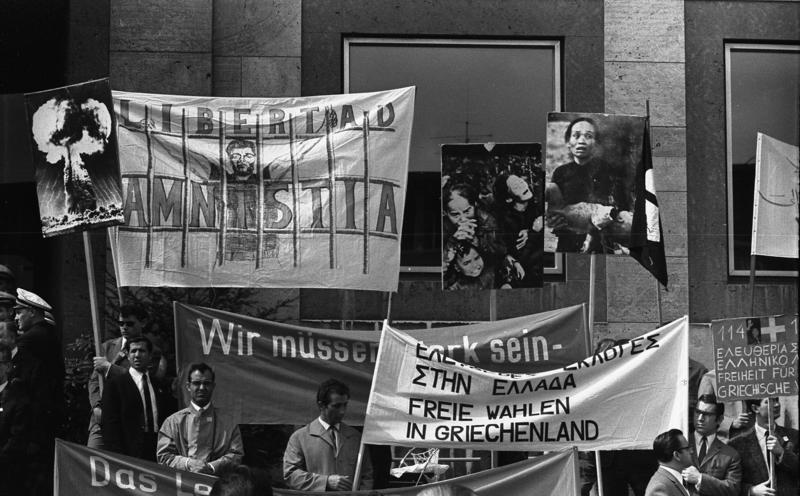
Demo gegen die Junta in Stuttgart am 1. Mai 1967

Die Zeit der griechischen Junta fiel in die Zeit der sozial-liberalen Koalition und der Studentenrevolte. Aus wirtschaftlichem Kalkül unterhielt die Bundesrepublik weiterhin gute Beziehungen zur Junta. Paul Frank besuchte als Staatssekretär im Auswärtigen Amt offiziell im September 1972 Griechenland. Während des Besuchs wurden die Festlichkeiten zum 50-jährigen Jubiläum der Deutsch-Griechischen Handelskammer abgehalten. Für 1971 konnte man Exportaufträge aus Griechenland in Höhe von 371 Mio. Dollar einholen, darunter für Krupp, Siemens, Hoechst, Degussa, Kraftwerk-Union, Transformatoren-Union, Buckau-Wolff und Telefonbau & Normalzeit. Letztendlich waren es innenpolitische Gründe zumindest bei einigen militärischen Gütern auf einen Export zu verzichten. Als Verteidigungsminister erfuhr Helmut Schmidt erst im Nachhinein von Verhandlungen zwischen Krauss-Maffei und der griechischen Militärführung über eine Lieferung von 120 Leopard-Panzern, die er umgehend stoppte. Auf persönlicher Ebene hatte der Widerstand gegen die Junta in Deutschland zahlreiche Freundschaften begründet, die über das politische Engagement hinausreichten. Der spätere Ministerpräsident Konstantinos Simitis war zu jener Zeit Professor in Gießen. Die Deutsche Welle verlieh in ihren griechischsprachigen Sendungen, die in Griechenland viel gehört wurden, der Opposition gegen das Regime eine Stimme; der spätere Präsident Karolos Papoulias arbeitete an diesen Sendungen mit. Eberhard Rondholz berichtete über die Prozesse gegen die Teilnehmer des Polytechnion-Aufstandes, Günter Wallraff und der Spiegel provozierten das Obristenregime und trugen zu seiner Entlarvung bei.

### 1974 bis 1990
Der Beitritt Griechenlands zur EWG wurde nicht unter wirtschaftlichen, sondern geopolitischen Gesichtspunkten entschieden. Die Westmächte betrieben nach dem Ende des Bürgerkriegs 1949 in aller Eile die Integration des Landes in ihr militärisches und wirtschaftliches Bündnis. Auf griechischer Seite engagierten sich für den schnellen Beitritt in die NATO und das Assoziierungsabkommen mit der EWG der (norddeutsche) König der Griechen Paul I. nebst seinem Ministerpräsidenten Konstantinos Karamanlis (Ernennung 1955). Auch später wurde Karamanlis mit deutsch-französischer Unterstützung gleich nach dem Sturz der Junta 1974 abermals zum Ministerpräsidenten ernannt, der sogleich den EWG-Beitritt vorbereitete. 1978 erhielt er als eine der ganz wenigen nicht EWG-Persönlichkeiten den Karlspreis der Stadt Aachen und unterschrieb ungeachtet der ablehnenden Haltung der Griechen (dafür) ein Jahr später den Beitrittsvertrag, um gleich darauf vom Amt des Ministerpräsidenten zurückzutreten. Der überstürzte griechische Beitritt leitete die sog. EWG-Süderweiterung ein, noch fünf Jahre bevor Spanien und Portugal folgten. Die Folgen waren: Die unkontrollierte Öffnung der unvorbereiteten griechischen Märkte für europäische Konzerne sorgte für eine rasche Deindustrialisierung. Um die Entwicklung nicht zu gefährden, wurden Förderprogramme aufgelegt, die die schlimmsten Härten kompensierten.
Deutschland spielte insofern eine bedeutende Rolle, als dass in dieser geostrategisch brisanten Zeit (NATO-Doppelbeschluss 1979) der Bundeskanzler Helmut Schmidt nach anfänglichem zögern sich zu einem der wichtigsten Befürworter eines Beitritts entwickelte. Zu Beginn soll Schmidt noch gesagt haben Nur über meine Leiche Schmidt besuchte Griechenland 1975, über die Reise schrieb er später: „abgesehen von langen, fruchtbaren Gesprächen mit dem Gastgeber – für Loki und mich eine Offenbarung“.
1978 wurde zwischen Ottobrunn und Nafplio die erste von heute rund drei Dutzend deutsch-griechischer Städtepartnerschaften geschlossen.
1981 wurde Andreas Papandreou Ministerpräsident und 1982 Helmut Kohl Bundeskanzler. Griechenland gehörte schon zu jener Zeit den europaskeptischen Ländern an, während die Bundesrepublik sich zusammen mit Frankreich zu den treibenden Kräften der europäischen Integration festigte. Helmut Kohl setzte sich einerseits für eine europäische Integration ein, andererseits bestand er auf eine Übernahme deutscher Standards: So hatten Griechenland und Portugal die Haftungshöchstgrenze bei Kraftfahrzeugversicherungen beenden müssen, gleichzeitig wurde auch der europaweite Wettbewerb ermöglicht. Argument war der größtmögliche Bürgerschutz, für Bürger in den betroffenen Ländern bedeutet dies zunächst einen extremen Anstieg der Versicherungskosten. Möglichen Widerständen gegen die Übernahme deutscher Standards wurde durch die Stärkung der Fördergelder für unterentwickelte Regionen entgegengewirkt. Da dieses Budget nach 1990 nicht aufgestockt wurde, konnte Deutschland für Ostdeutschland selbst von dieser Förderung auch direkt profitieren.

## Beziehungen Griechenlands zur DDR

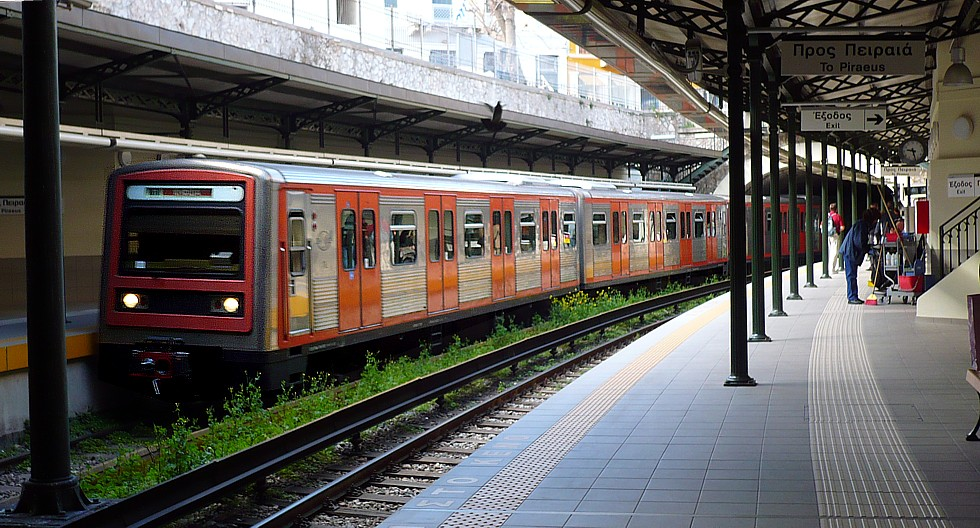
Athener U-Bahnwagen: In der Bundesrepublik für Griechenland entwickelt und in der DDR gebaut

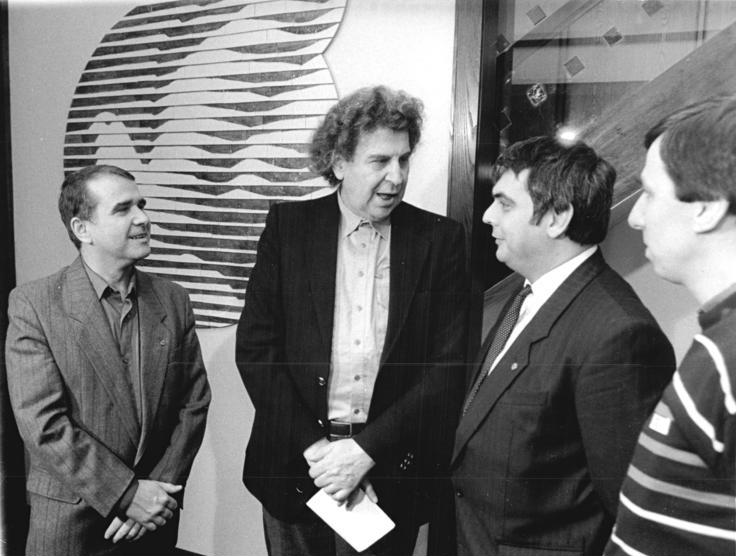
Mikis Theodorakis auf einem Treffen der FDJ, 1989

Die Sowjetische Besatzungszone und danach die Deutsche Demokratische Republik suchten den Kontakt zu den Kommunisten Griechenlands und unterstützten diese im Bürgerkrieg. Als Folge erkannte die griechische Regierung die DDR nicht an und pflegte nur mit der Bundesrepublik diplomatische Beziehungen. Paradoxerweise wurden die Beziehungen zwischen der DDR und Griechenland gegen Ende der Militärdiktatur diplomatisch und wirtschaftlich aufgewertet, nachdem im Land die Unterdrückung der kommunistischen KKE ihren Höhepunkt erreichte. Am 25. Mai 1973 wurden diplomatische Beziehungen mit der DDR aufgenommen und fünf Wochen später die Monarchie abgeschafft (Referendum 1973). Siehe auch die Liste der Botschafter der DDR. Im Vorfeld hatten studentische Aktivisten des Polytechnion in Athen die Junta in ernsthafte Bedrängnis gebracht, so dass sie eine politische Wende andeutete. Die Unruhen an den Universitäten setzten sich aber bis zum Sturz der Junta im November 1974 fort. Das im Dezember 1974 abgehaltene Referendum konsolidierte die demokratische Regierungsführung, da die Monarchie mit 69 % abgelehnt wurde.
Es entwickelte sich auch im Anschluss ein reger Tauschhandel zwischen beiden Ländern, die beide an Devisenknappheit litten. Beispielsweise wurden Agrarprodukte, die aufgrund von Überproduktion traditionell vernichtet werden mussten, nun in die DDR exportiert und gegen Industriegüter eingetauscht, die häufig nicht Weltmarktniveau hatten. Griechenland beauftragte die DDR auch mit der Lizenzfertigung westdeutscher Schienenfahrzeuge (Intercityzüge und U-Bahnwagen). Auch nach der Regierungsübernahme 1981 allein durch die sozialistische PASOK (48 %), konnte die Kommunistische Partei Griechenlands nicht als Mittler fungieren, weil sie an der Regierung nicht beteiligt wurde. Die erste Städtepartnerschaft zwischen beiden Ländern wurde 1984 zwischen Leipzig und Thessaloniki geschlossen, die Anregung kam von Mitarbeitern des Außenministeriums der DDR.
Präsident Christos Sartzetakis war 1986 auf Staatsbesuch in der DDR.

## Beziehungen mit dem wiedervereinigten Deutschland

### 1990 bis 2007

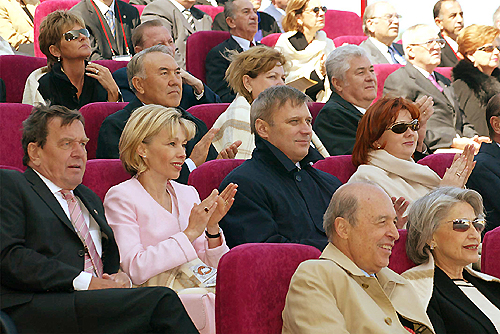
Die Ehepaare Schröder und Simitis auf einer Veranstaltung

Auf der Agenda der Wiedervereinigungsgespräche stand auch die Frage der Reparationen gegenüber Griechenland, hatte die alte Bundesrepublik ja immerfort auf einen noch nicht geschlossenen Friedensvertrag verwiesen. Daher kam man auf die Idee, von „statt eines Friedensvertrags“ zu sprechen, „aus finanziellen Erwägungen“ (so der damalige Staatssekretär Friedrich Voss). An die Stelle eines Friedensvertrages trat sodann der Zwei-plus-Vier-Vertrag.
Deutschland war das erste Land, das Kroatien und Slowenien anerkannte. Griechenland hielt sich zurück und war eines der letzten. Für Griechenland waren die folgenden Jugoslawienkriege eine wirtschaftliche Katastrophe, da mit der Schließung der Transitstrecken nach Mitteleuropa die Warenströme nur über Fähren abgewickelt werden konnten. Griechische Produkte verteuerten sich aufgrund höherer Transportkosten, importierte Waren waren in Griechenland ebenfalls teurer. 1992 empfing Helmut Kohl den Ministerpräsidenten Mitsotakis, welcher von April 1990 bis zum Oktober 1993 das Land regierte. 1995 gründete die Griechische Kulturstiftung ihre Zweigstelle in Berlin, 2001 war Griechenland Gastland der Frankfurter Buchmesse.
Konstantinos Simitis wurde 1996 Ministerpräsident und leitete umfassende Reformen ein, die das Land stärker marktwirtschaftlich orientierten, Simitis war von 1971 bis zu seiner Rückkehr nach Griechenland nach dem Ende der Junta Professor an der Justus-Liebig-Universität Gießen und pflegte auch danach enge Kontakte zu Deutschland. Gerhard Schröder regierte ab 1998. In seiner Amtszeit wurde mit der Agenda 2010 das deutsche Sozialsystem und der Arbeitsmarkt reformiert und die Wettbewerbsfähigkeit Deutschlands gestärkt.
Griechenland ist bei deutschen Touristen traditionell ein beliebtes Reiseziel. So waren die Deutschen zum Beispiel im Jahr 2005 zahlenmäßig die größte ausländische Gästegruppe und damit eine wichtige Einkommensquelle für den Tourismus in Griechenland.

### Die Vorboten einer Trübung des Verhältnisses 2003–2007
Von der in Deutschland angewendeten Drittstaatenregelung, dass Abschiebungen von Flüchtlingen durch diejenigen Länder zu erfolgen haben, in denen sie EU-Territorium betraten (Dublin II-Verordnung), ist Griechenland aufgrund der EU-weit längsten Küstenlinie besonders hart betroffen. Denn soweit Griechenland die Einreise von Flüchtlingen nicht verhindert, dient es nicht nur als Aufnahmeland der in Griechenland verbleibenden Flüchtlinge, sondern muss auch noch diejenigen wieder aufnehmen, welche durch sein Staatsgebiet in andere EU-Staaten weiterreisten, aber aufgrund der Drittstaatenregelung von dort nach Griechenland zurückgewiesen wurden.
Eine Eintrübung des deutsch-griechischen Verhältnisses trat ein, als 2007 einzelne deutsche Zeitungen über Waldbrände in Griechenland pauschal schrieben, dass das Land diese im Wesentlichen selbst zu verantworten habe, und berichtet wurde, dass Deutschland neben Schweden und weiteren Ländern sich die Hilfe an den Löscharbeiten bezahlen ließ.

## Die Beziehungen während der Finanzkrise 2007–2015

### Griechenland im Spiegel der deutschen Presse

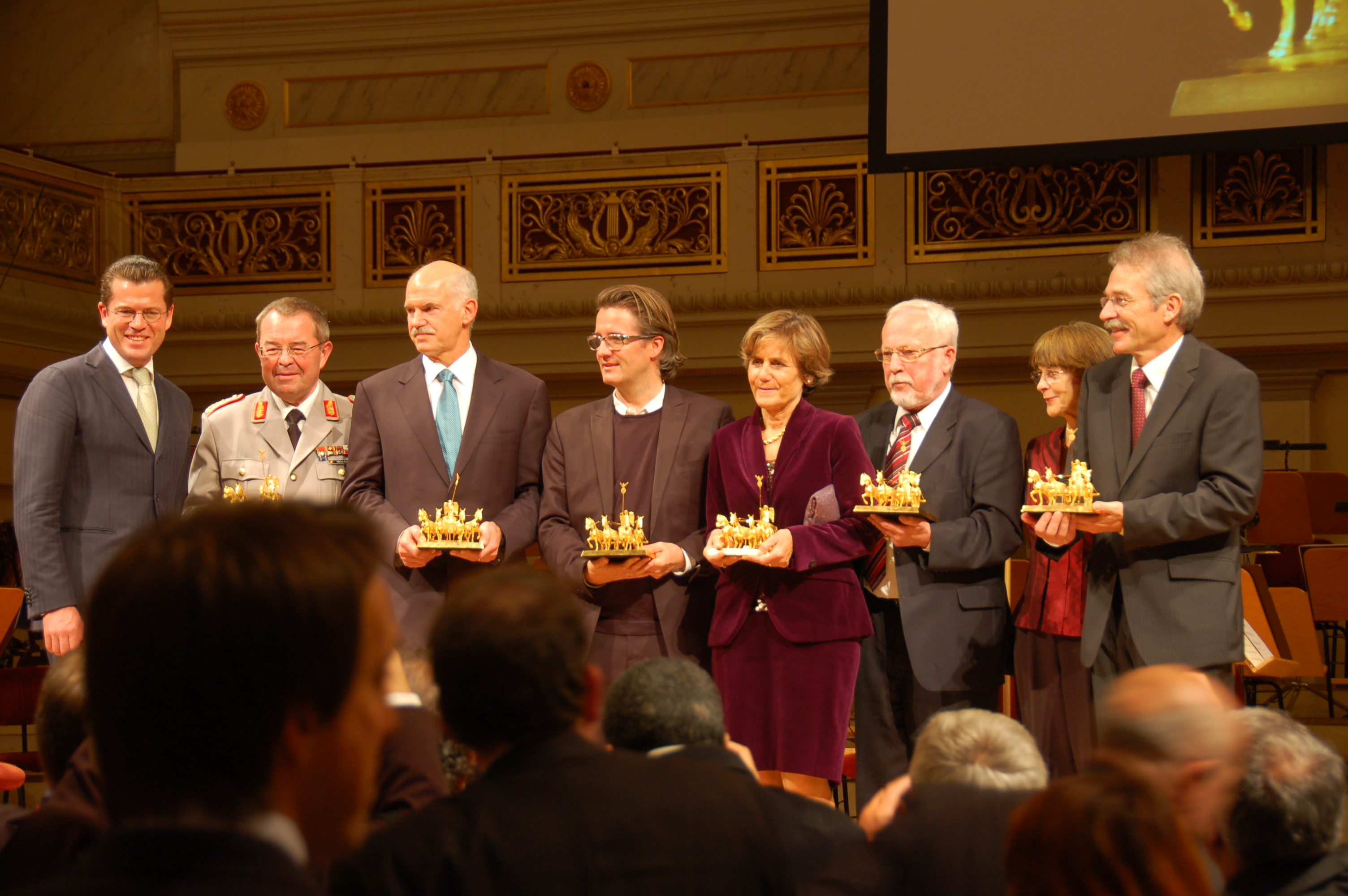
Quadriga-Preis Berlin, 2010

Strukturelle Verwaltungsdefizite in Griechenland führten zu einer Misswirtschaft, die in Folge der Weltfinanzkrise 2007–2008 zu einer erneuten, heute noch andauernde Staatsschuldenkrise führte. Fehlende Kontrollmechanismen begünstigten die privatwirtschaftliche Korruption aus Deutschland, die zu unnötigen oder überteuerten Auftragsvergaben des griechischen Staates an deutsche Unternehmen führten. Nach seinem Regierungsantritt Ende 2009 wurde Giorgos A. Papandreou, der nach intensiven Verhandlungen und trotz starker Bedenken den (undemokratischen) EU-Weg aus der Krise akzeptierte, in der deutschen Presse zunächst wohlwollend behandelt. So wurde er für die Unterzeichnung des Memorandums 2010 von der Werkstatt Deutschland mit deren Quadrigapreis in der Kategorie Kraft der Wahrhaftigkeit ausgezeichnet; gemeinsam mit Wolfgang Schäuble, der sich allerdings bei der Verleihung vertreten ließ. Kurze Zeit nach der Preisverleihung wurde Papandreou eröffnet, dass die EU-Partner ein zweites, viel größeres Memorandum planten, weshalb er umgehend ein Referendum ankündigte. Der anschließende anti-griechische Sturm vor allem in deutschen Medien und deutscher Politik zwang ihn jedoch zum Rücktritt. Die Werkstatt Deutschland, vertreten durch deutsche Persönlichkeiten aus Medien und Politik, ist eine Gründung namhafter meist deutscher Großkonzerne. Nach 2010 wurde der Quadrigapreis nicht mehr vergeben.
Im Zuge der griechischen Finanzkrise verschlechterte sich das griechisch-deutsche Verhältnis erheblich. Das sich neu entfaltende Phänomen der Griechenfeindlichkeit beschäftigte mittlerweile auch die Wissenschaft. So erschien 2012 die Arbeit „Die Dynamik der Konstruktion von Differenz und Feindseligkeit am Beispiel der Finanzkrise Griechenlands“ von Hans Bickes. Zahlreiche deutsche Medien begannen – etwa mit dem verunglimpfenden Begriff „Pleite-Griechen“ – offen Vorurteile gegen Griechen zu kultivieren. Häufig wurden diese Theorien durch die Interpretation historischer Beispiele unterlegt, etwa der Beteiligung Griechenlands in der Lateinischen Münzunion. Sie zielte auf eine negative Stereotypen-Bildung. Trotz oder wegen der über 300.000 Griechen in Deutschland war über deren Standpunkt zu dem Thema in der deutschen Presse oft nur sehr selten etwas zu lesen.
Als der Focus mit dem Titel Betrüger in der Eurofamilie die Venus von Milo mit Stinkefinger, eingehüllt in eine verdreckte griechische Fahne, auf dem Titelblatt zeigte, fühlten sich Bürger Griechenlands beleidigt. Anzumerken ist, dass beispielsweise in Deutschland das Beschmutzen oder Beschimpfen der Deutschlandfahne rechtliche Konsequenzen bis hin zu Haftstrafen nach sich ziehen kann. Eine Initiative in Griechenland zog vor Gericht und bot an, die Klage zurückzunehmen, sofern sich Focus entschuldige. Das Magazin ging jedoch hierauf nicht ein; die Klage wurde von einem Athener Gericht abgewiesen. Eine Athener Boulevardzeitung druckte das Focus-Titelbild ab und setzte es neben ein Bild der „Berliner Goldelse“ mit einem Hakenkreuz in der Hand. Dieses Bild (ohne Kontext) wurde dann in deutschen Medien weiterverbreitet und als Zeichen einer antideutschen Haltung in Griechenland gewertet. Der Eindruck einer antideutschen Haltung verstärkte sich, als im Verlauf der griechischen Staatsschuldenkrise auf griechischen Protestkundgebungen und in griechischen Medien deutsche Politiker, insbesondere die Bundeskanzlerin, mit Attributen des Nationalsozialismus in Verbindung gebracht worden waren. Wenngleich sich Griechenlands Haltung in der Reparationsfrage nie wesentlich geändert hat, zielten Fragen von Journalisten an Politiker darauf hin, eine Aktualität der Thematik zu schaffen.
Obwohl die Volkswirtschaft Griechenlands selbst für Europa eher klein ist, wurde oft eine Systemrelevanz der griechischen Wirtschafts- und Staatsschuldenkrise – jedenfalls mit Hilfe einer „Dominotheorie“ – angenommen, die Deutschland und andere Länder fremdverschuldet ebenfalls in eine Krise reißen könne. Hieraus entstand – gestützt durch Wirtschaftswissenschaftler wie etwa Hans-Werner Sinn – die Vorstellung, dass die Europäische Wirtschafts- und Währungsunion auseinanderfallen könne und dass Griechenland zur Wiederherstellung seiner Wettbewerbsfähigkeit aus dem Euro austreten bzw. zur Abwendung des Untergangs der Währungsunion zum Austritt gezwungen werden müsse.
Eine wissenschaftliche Untersuchung, welche die Griechenland-Berichterstattung aus Frankreich, Italien, Großbritannien, den USA und Deutschland auswertete, kam zu dem Schluss, dass sich in Berichten aus Deutschland auffallend häufig Vorurteile wiederfänden. Ein häufiges Mittel griechenfeindlicher Berichterstattung sei es, von einem allgemeinen Hass gegen Deutsche zu berichten.

### Deutsche Politik im Spiegel der griechischen Presse
Griechische Medien wiederum kritisierten, die erforderlichen Finanzhilfen für Griechenland wären im Rahmen des Euro-Rettungsschirms stets zu spät gekommen. Somit hätten Renditezuschläge („Strafzinsen“), die die Finanzmärkte beim Ankauf von Staatsanleihen der Krisenländer verlangten, zur unnötigen Verschlimmerung der Staatsverschuldung beigetragen. Die Auflagen zu einer restriktiven griechischen Fiskalpolitik (Austerität), die von einer Troika überwacht werden, seien demütigend oder überzogen hart, was nicht zuletzt auf „mangelnde deutsche Solidarität“ zurückzuführen sei. Mitunter wurde in den Medien eine Hegemonie und Dominanz Deutschlands in Europa befürchtet. Antideutsche Stimmungen stammen nicht nur aus dem ultralinken bis anarchistischen Lager. Sie zielen darauf, die Erinnerung an die Besetzung Griechenlands durch die Wehrmacht wieder aufleben zu lassen, etwa indem deutsche Diplomaten als „Gauleiter“ beleidigt wurden, und beziehen sich auf die wirtschaftliche Potenz und den Einfluss „deutscher Konzerne“ in der Welt.
Mit dem Thema der deutsch-griechischen Beziehungen während der Finanzkrise in Griechenland beschäftigt sich auch die Arbeit „Das Image Deutschlands in der griechischen Presse im Zeitraum 2001–2013“ von Alexianna Tsotsou. Seit dem Beginn der Finanzkrise in Griechenland rückte die aktive Rollen von Deutschland in der Eurogruppe in den Fokus der Medien in Griechenland und bediente sich spätestens seit der griechenlandkritischen Berichterstattung aus Deutschland auch alter Klischees. Ängste einer wirtschaftlichen Hegemonie Deutschlands in der EU wurden mit negativen Aussagen deutscher Politiker zu Griechenland kombiniert und somit verstärkt.
Die Berichterstattung zu Deutschland glich stark derer anderer Krisenstaaten des europäischen Südens. In einem Artikel der italienischen Linkiesta vom 26. November 2011 wird ein historischer Bezug der heutigen Weigerung der griechischen Bevölkerung sich von einer durch Deutschland geführten EU helfen zu lassen zum 17. Jahrhundert hergestellt. Der Autor erinnert an italienisch-deutsche Marineeinsätze gegen die Türken in Athen, bei der am 26. September 1687 ein sächsischer Offizier aus Lüneburg nach einem Dauerfeuer schließlich den bis dahin seit Perikles gut erhaltenen Parthenon auf der Akropolis in die Luft sprengte.

## Gegenwart

### Diplomatische Beziehungen
Die Hellenische Republik unterhält eine Botschaft in Berlin und Konsulate in Düsseldorf, Frankfurt, Hamburg, München und Stuttgart, Deutschland eine Botschaft in Athen, ein Generalkonsulat in Thessaloniki und Honorarkonsulate in Chania, Igoumenitsa, Iraklion, Komotini, Korfu, Patras, Rhodos, Samos und Volos.

### Politik und Austausch

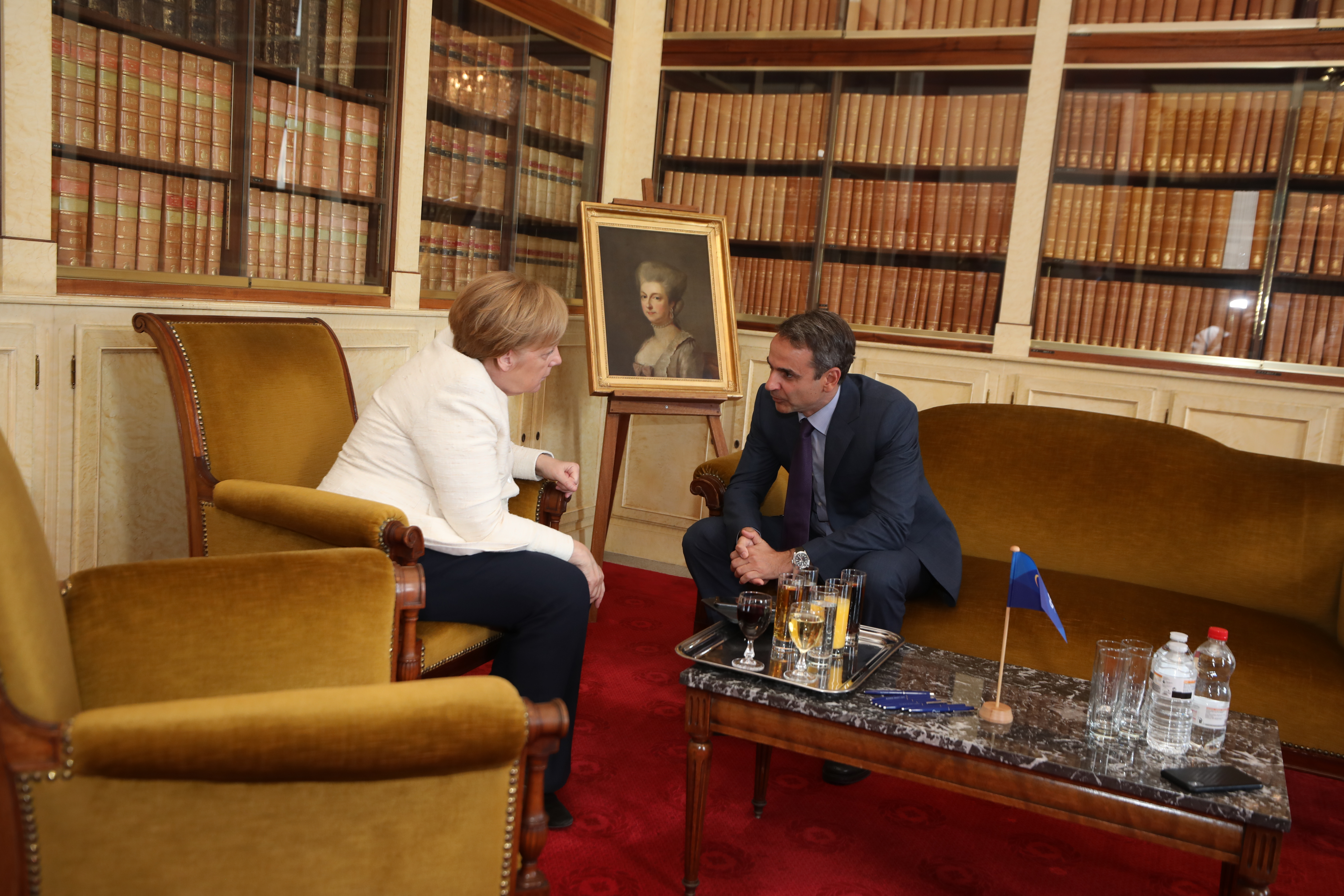
Angela Merkel und Kyriakos Mitsotakis während eines Treffens der Europäischen Volkspartei, 2019

Von staatlicher und privater Seite bemüht man sich, der Verschlechterung der Beziehungen durch Initiativen entgegenzuwirken und einer langfristigen Beschädigung der bilateralen Beziehungen vorzubeugen. Am 3. Oktober 2010 wurde der damalige griechische Ministerpräsident Giorgos A. Papandreou mit dem Quadriga-Preis ausgezeichnet. Die von deutscher Seite unter der Schirmherrschaft von Angela Merkel stehende Deutsch-Griechische Versammlung tagte 2011 und 2012 in Thessaloniki; 2013 fand die Veranstaltung in Nürnberg statt, als diese 2019 in Erding stattfand, nahmen 300 Kommunalpolitiker aus beiden Ländern teil. Auf Initiative der Vereinigung der Deutsch-Griechischen Gesellschaften und ihrer Präsidentin Sigrid Skarpelis-Sperk floss das Projekt eines Deutsch-Griechischen Jugendwerks in den Vertrag zur Bildung der Großen Koalition ein.

### Die geopolitische Lage Griechenlands und deutsche Interessen
Griechenland befindet sich in einem widrigen geopolitischen Umfeld, einerseits durch die Flüchtlingsfrage aus Asien und Nordafrika, andererseits durch die militärischen Bemühungen der Türkei sich als Regionalmacht zu entwickeln. Die Flüchtlingskrise in Europa 2015/2016 hat zu einer Zusammenarbeit im Bereich der Innen- und Sicherheitspolitik geführt. Griechenland ist eines jener Länder, in denen die Flüchtlinge die EU betreten, während Deutschland häufig Ziel der Migranten ist. Die gemeinsamen Interessen sind hierbei groß.
Anders verhält es sich in Bezug auf die Aggressionen der Türkei gegenüber Griechenland: Während andere Länder aufgrund der politischen Situation in dem Land ihr wirtschaftliches Engagement reduziert haben, baute Deutschland seine Beziehungen zur Türkei aus, so dass diese mittlerweile der wichtigste Handelspartner geworden ist. Die deutsche Außenpolitik setzt sich deutlich für türkische Interessen ein und befindet sich damit im Widerspruch zu anderen EU-Ländern insbesondere Griechenland. Als die Türkei Flüchtlinge an die griechische Grenze schickte, schlug Deutschland vor, die Türkei mit Geld der EU zu beschwichtigen, diese Position wurde von keinem anderen EU-Land geteilt.
Im Januar 2019 veranstaltete die Bundesregierung eine Konferenz zu Libyen in Berlin, Griechenland wurde die Teilnahme verweigert, die Türkei und andere Länder ohne direkte Nachbarschaft zu dem Land hingegen eingeladen. Wenige Monate später genehmigte Heiko Maas Rüstungsexporte im maritimen Bereich im Wert von 344 Millionen an die Türkei. Gestärkt um deutsche Waffenlieferungen sucht die Türkei seit 2020 den Konflikt mit Griechenland, indem in dessen Seegebiet ein von Kriegsschiffen begleitetes Erkundungsschiff Bohrungen macht. Während Länder wie Österreich, Frankreich oder Israel dies verurteilen und sich auf die Seite Griechenlands stellen, betrachtet Deutschland die Situation als Streit zweier Nachbarländer und bemühte sich erfolglos um eine Schlichtung. „Fest steht, dass Deutschland als EU-Mitglied aufseiten Griechenlands Partei in dem Streit ist. Fest steht aber auch, dass Berlin in der Türkei handfeste Interessen hat.“

### Medienpräsenz
Über Griechenland wird in den deutschen Medien seit je her wenig berichtet, wenn dann zumeist über Unglücksfälle wie Naturkatastrophen oder die vergangene Wirtschaftskrise. Auch erstmals positive Ereignisse werden kritisch betrachtet. Dies reicht beispielsweise 2017 vom Hervorheben kritischer Stimmen zur documenta 14 in Athen – während die Besucherzahlen weit über den Erwartungen liegen – bis hin zu einem Bericht der Heinrich-Böll-Stiftung über Antisemitismus in Griechenland, der fast zeitgleich zu einem Gipfeltreffen zwischen Israel und Griechenland veröffentlicht wurde.
Die 200-Jahr-Feier zur griechischen Revolution 2021 fand in den Nachrichten kaum Beachtung. Unter anderem erschien ein Beitrag der griechischen Ausgabe der deutschen Welle, in der deutsche Philhellenen gepriesen wurden.

## Kultur

### Fremdsprachenunterricht
Da Griechenland Mitglied der Frankophonie ist, spielt die französische Sprache eine größere Rolle im Bildungssystem als die deutsche, welche ebenfalls gelehrt wird. Als während der Finanzkrise die Wahl der zweiten Fremdsprache zwecks besser Auslastung der Lehrer entfiel, verlagerte sich der Deutschunterricht weiter in den privaten Sektor. Bereits 1982 gab es rund 20.000 Deutschlehrer, 1987 wurde der erste Deutschlehrerverband (ΣΥ.ΚΑ.Γ.Ε. – DLV) gegründet. Deutsch als Fremdsprache ist seit Jahrzehnten ungebrochen die beliebteste Zweitfremdsprache in Griechenland, was im weltweiten Vergleich ungewöhnlich ist.
Griechisch wird in Form von Altgriechisch an deutschen Gymnasien gelehrt. Der Griechischunterricht erfolgt meist nur als dritte Fremdsprache. Bundesweit gibt es etwa 200 Gymnasien, die Griechisch anbieten; 13.000 Schüler nahmen 2013 am Altgriechischunterricht teil.

### Musik
Griechische Interpreten von Schlagermusik veröffentlichten in den 1970er Jahren auch deutsche Versionen ihrer Lieder, denen Kompositionen mit Griechenland-Bezug deutschsprachiger Interpreten folgten.

### Archäologie
Die Athener Abteilung des Deutschen Archäologischen Instituts (DAI) wurde am 17. März 1872 auf Beschluss des Deutschen Reichstags als zweite Auslandsabteilung des DAI gegründet und war damit das zweite archäologische Institut in Athen, nachdem Frankreich bereits seit 1846 mit der École française d’Athènes vertreten war. Die Eröffnung des Deutschen Archäologischen Instituts Athen fand am 9. Dezember 1874, dem Geburtstag Johann Joachim Winckelmanns, in Athen statt.
1976 zeigte das Badische Landesmuseum die Ausstellung mit dem Titel „Kunst und Kultur der Kykladen“, die zu großen Teilen aus erworbener Hehlerware bestand, was von griechischen Fachleuten gerügt wurde. 2014 wurden einige der Objekte an Griechenland restituiert.
Das Badische Landesmuseum und die Universität Münster gaben 2018 und 2019 antike Objekte an Griechenland zurück, die einst ohne Genehmigung außer Landes geschafft worden waren und deren rechtmäßiger Erwerb zweifelhaft war.

### Film
In den Jahren 2016 bis 2019 präsentierten auf dem Filmfestival „Hellas Filmbox“ in Berlin griechische Filmschaffende zeitgenössisches Kino. Das Projekt wurde von der Deutsch-Griechischen Kulturassoziation e. V. gegründet, um dem negativen Griechenlandbild der deutschen Presse und der Politik in dieser Zeit etwas entgegenzusetzen und die deutsch-griechische Beziehung wieder zu bestärken. Weitergeführt wird das Konzept von The Greek Film Festival in Berlin, das einem deutschen und internationalen Publikum die Möglichkeit geben möchte, sich durch das Medium Film mit der griechischen (Film)-Kultur auseinanderzusetzen. The Greek Film Festival findet jedes Jahr im Kino Babylon im Januar statt. In der Zeit wurde Hellas Filmbox als „Die kleine griechische Berlinale“ in ihrem ersten Jahr als kleines, aber bedeutendes Hauptstadt-Festival gewürdigt.

### Jugendaustausch
2021 wurde das Deutsch-Griechische Jugendwerk gegründet, an dessen Programme bereits über 20.000 junge Menschen teilgenommen haben, Sitz des DGJW ist Leipzig und Thessaloniki. Die Initiative ging von der Vereinigung der Deutsch-Griechischen Gesellschaften aus.

## Wirtschaftsbeziehungen

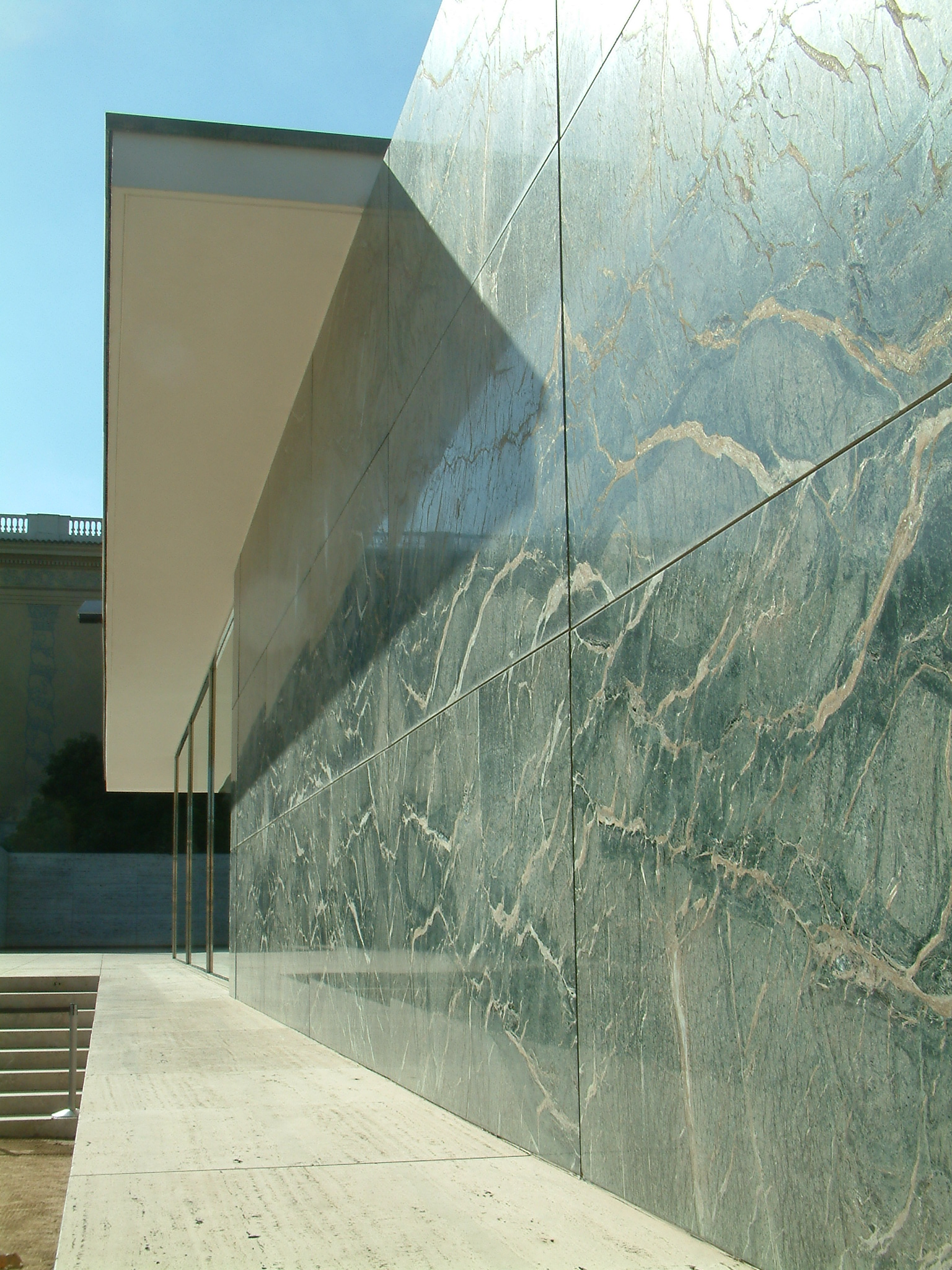
Der Marmor Tinos verde, verwendet von Ludwig Mies van der Rohe für den Bau des Barcelona-Pavillon, 1929

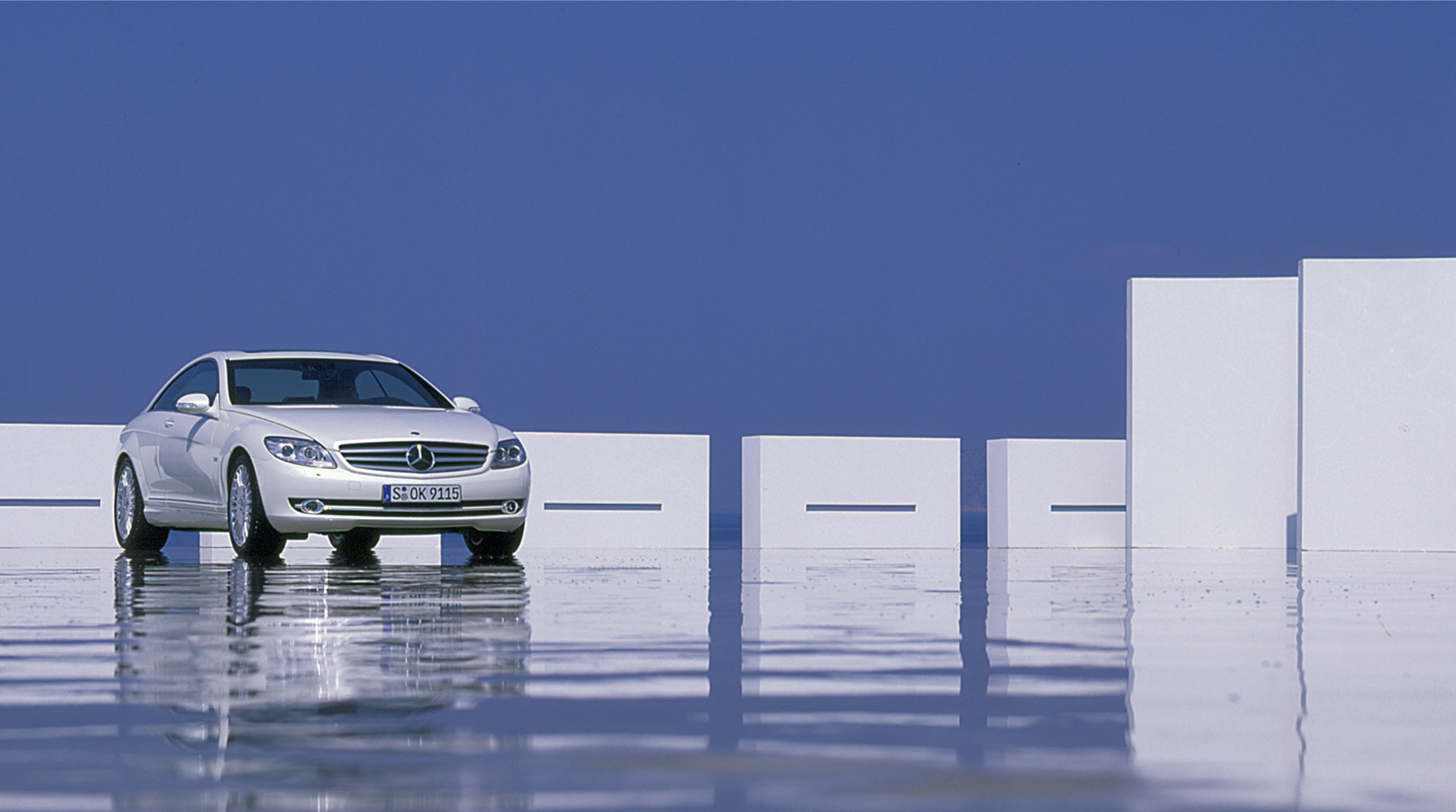
Werbeaufnahme von Manfred Rieker für Mercedes-Benz in seinem Atelier in Porto-Heli, Peloponnes

Die wirtschaftliche Zusammenarbeit zwischen den beiden Staaten kann sich innerhalb der Europäische Zollunion und des Europäischen Binnenmarktes (freier Verkehr von Waren, Dienstleistungen, Kapital und Personen) der Europäischen Union frei entfalten. Durch die Gemeinschaftswährung „Euro“ sind auch innergemeinschaftliche Wechselkursrisiken und die dadurch notwendigen Währungsabsicherungen für deutsche und griechische Unternehmen entfallen. Der Förderung der bilateralen Wirtschaftsbeziehungen dient die 1924 gegründete Deutsch-Griechische Industrie- und Handelskammer in Athen, die auch eine Geschäftsstelle in Thessaloniki betreibt.

### Wirtschaftsbeziehungen, historisch
Die Wirtschaftsbeziehungen beider Länder sind weitaus älter als die kulturellen und politischen. Häufig waren im Bereich der Genussmittel, etwa im 19. Jahrhundert der Weinhändler und Gastronom Julius Menzer und im 20. Jahrhundert der Fleischhändler und Brauereiunternehmer Josef März oder die Tabakfabrikanten Papastratos und Nestor Gianaclis, ebenso die Pelzbranche.
Die für Griechenland wichtige Schifffahrt spielte in den Beziehungen zu Deutschland insofern eine Rolle, als dass griechische Reedereien deutsche Auswanderer in die USA transportierten. Ab den späten 1940er Jahren ließen griechische Reeder Schiffe (insbesondere Tanker) in deutschen Werften bauen und trugen somit zum Wiederaufbau und dem deutschen Wirtschaftswunder bei.

### Wirtschaftsbeziehungen in der Gegenwart
Generell gab und gibt es wenige Investitionen der deutschen Industrie in Griechenland. Dem Aufkauf griechischer Unternehmen folgte in der Regel die Verlagerung der Produktion in benachbarte Niedriglohnländer. Anders im Dienstleistungssektor, wo beispielsweise mit dem Einstieg von Lidl 1999 und von Fraport im Jahr 2000 (als erste Investition des Unternehmens außerhalb Frankfurts) auf kleine Investitionen wesentlich größere folgten.
Deutsche Produkte erfreuen sich großer Beliebtheit in Griechenland, so dass die Handelsbilanz seit Jahrzehnten positiv zugunsten Deutschlands ausfällt. Zeitweise belief sich das Verhältnis auf etwa 4:1, gegenwärtig befindet es sich auf 2,7:1. Mit Abklingen der Krise ist anzunehmen, dass der Bedarf nach den eher hochpreisig platzierten deutschen Produkten wieder steigen wird und die Handelsbilanz wieder stärker zugunsten Deutschlands ausfällt. Das Ungleichgewicht wird durch den Tourismus in Griechenland ausgeglichen. Gemessen an den Ausgaben pro Tag, befinden sich Touristen aus Deutschland weitestgehend im Mittelfeld. Eine regionale Ausnahme stellt Kreta dar, wo diese mit 85 Euro pro Tag annähernd so viel ausgeben wie Touristen beispielsweise aus Russland mit 100 Euro pro Tag. Deutsche Investitionen im Tourismussektor umfassen beispielsweise die Tourismussparte der Rewe-Group und die TUI, welche seit über 40 Jahren in Griechenland engagiert ist.

## Belege
1. ↑  Deutsche Vertretungen in Griechenland – Die Geschichte der Kanzlei. In: griechenland.diplo.de. Archiviert vom Original (nicht mehr online verfügbar) am 26. Februar 2015; abgerufen am 14. Januar 2015.
2. ↑  Geschichtliches zur Orgel
3. ↑  Ein Blick in die Geschichte der Orgel
4. ↑  Biographie: Irene von Athen
5. ↑  August Nitschke: Frühe christliche Reiche. In: Propyläen Weltgeschichte. Band 5. Frankfurt, 1991, S. 302.
6. ↑  Nach Vergils Aeneis floh Äneas nach dem verlorenen trojanischen Krieg (12. Jahrhundert v. Chr.) und gründete die Stadt Rom. Tatsächlich aber wurde Rom im 8. Jahrhundert v. Chr. gegründet. Just im selben Jahrhundert wie auch die meisten griechischen Städte in Italien und Sizilien gegründet wurden. Die historischen Daten passen somit zum älteren Gründungsmythos, wonach im 8. Jahrhundert Romelus und Remus die Stadt gegründet hätten.
7. ↑  was Heinrich Heine als „unter uns gesagt etwas ridikül“ bezeichnete, siehe Stadtporträt des Bayerischen Rundfunks
8. ↑  Melina Philippou: Der Philhellenismus in Deutschland: Philhellenische Bekundungen. 2008, S. 4.
9. ↑  Maria Rieder: Das System Metternich in Bayern, S. 6 2008.
10. ↑  Walther Judeich: Topographie von Athen. 1931, S. 25.
11. ↑  Im 13. Jahrhundert war einer seiner Urahnen in männlicher Linie vom damals venezianischen Capo d’Istria ins ebenfalls venezianische Korfu umgesiedelt. Im siebzehnten Jahrhundert hatte Carlo Emanuele II von Savoyen der angesehenen Familie den Grafentitel (Conte) verliehen .
12. ↑  Gesandtschaften in München
13. ↑  Abschluss eines Handels- und Schifffahrtsvertrags zwischen Preußen und Griechenland sowie eines Handelsvertrags zwischen Sachsen und Griechenland, Frage der Wahrung der Interessen des Zollvereins. In: www2.landesarchiv-bw.de. Abgerufen am 14. Januar 2015.
14. ↑  Deutsch-Österreichischer Telegraphen-Verein: Zeitschrift des Deutsch-Österreichischen Telegraphen-Vereins. Ernst & Korn, 1859, S. 300 (eingeschränkte Vorschau in der Google-Buchsuche).
15. ↑  Fritz Blencke: Alfred Krupp. 1898, S. 39.
16. ↑  Katrin Boeckh: Von den Balkankriegen zum 1. Weltkrieg. S. 210.
17. ↑  Maria Geōrgiadou: Constantin Carathéodory: mathematics and politics in turbulent times. S. 249.
18. ↑  Hans Rudolf Mahnert: Der deutsche Rohstoffmangel und seine Bekämpfung. Triltsch, 1939, S. 125.
19. ↑  Alfred Kube: Pour le mérite und Hakenkreuz: Hermann Göring im Dritten Reich. S. 88.
20. ↑  Emmanouil Zacharioudakis: Die deutsch-griechischen Beziehungen 1933–1941. S. 46, 159, 168.
21. ↑  Esther Sophia Sünderhauf: Griechensehnsucht und Kulturkritik: die deutsche Rezeption von Winckelmanns Antikenideal 1840–1945. S. 196.
22. 1 2  Anne Mrotzek: Die Macht der Worte – Wie die deutsche Propaganda das Kriegsgeschehen in Griechenland darstellte. S. 6.
23. ↑  Maria Zarifi: In: Susanne Heim (Hrsg.): Geschichte der Kaiser-Wilhelm-Gesellschaft im Nationalsozialismus. S. 206.
24. ↑  Dieter Schwarzkopf: Kollaboration in Griechenland während des 2. Weltkrieges. Seminararbeit. GRIN Verlag, München 2012, ISBN 978-3-656-28599-1.
25. ↑  Martin Seckendorf: Zur Wirtschaftspolitik der deutschen Besatzer in Griechenland 1941–1944 Ausbeutung, die in die Katastrophe mündete (Memento vom 18. Juli 2011 im Internet Archive) In: 2i.westhost.com.
26. ↑  Anne Mrotzek: Die Macht der Worte – Wie die deutsche Propaganda das Kriegsgeschehen. 2011, S. 6.
27. ↑  Anne Mrotzek: Die Macht der Worte – Wie die deutsche Propaganda das Kriegsgeschehen. 2011, S. 16.
28. ↑  Deutliche Warnung vor Beschädigung deutsch-griechischer Beziehungen. In: boerse-express.com. 6. März 2010, archiviert vom Original (nicht mehr online verfügbar) am 4. Juni 2015; abgerufen am 14. Januar 2015.
29. ↑  wollheim-memorial.de Herkunft und Anzahl ausländischer Zivilarbeiter/innen und Zwangsarbeiter/innen. In: wollheim-memorial.de. Abgerufen am 14. Januar 2015.
30. ↑  Hans Booms, Ulrich Enders, Konrad Reiser: Die Kabinettsprotokolle der Bundesregierung, darin: Protokolle der 268. Kabinettssitzung. 1989.
31. ↑  3sat-Mediathek. In: 3sat.de. 9. Mai 2020, abgerufen am 10. Mai 2020.
32. ↑  https://www.auswaertiges-amt.de/de/service/laender/israel-node/bilateral-203806
33. ↑  https://www.auswaertiges-amt.de/de/service/laender/griechenland-node/bilateral-210168
34. ↑  Gutachten regt Entscheidung des Internationalen Gerichtshofes zu deutschen Reparationen an Griechenland an. In: rsw.beck.de. 10. Juli 2019, abgerufen am 10. Mai 2020.
35. ↑  Christine Cornelius: Als die Griechen den Deutschen halfen. In: Tagesspiegel. Abgerufen am 14. Januar 2015.
36. ↑  Pantelis M. Pantelouris: Die deutsch-griechischen Nachkriegsbeziehungen Die deutsch-griechischen Nachkriegsbeziehungen. In: griechenland.net. Archiviert vom Original (nicht mehr online verfügbar) am 23. Juli 2008; abgerufen am 14. Januar 2015.
37. 1 2  Kabinettsprotokolle Online: „3. Gewährung einer Anleihe an den griechischen…“ (2.36.3:). In: bundesarchiv.de. 29. Oktober 2018, abgerufen am 10. Mai 2020.
38. ↑  Katerina Králová: Das Vermächtnis der Besatzung: Deutsch-griechische Beziehungen seit 1940, S. 121.
39. ↑  Hans-Peter Schwarz: Adenauer: Der Staatsmann S. 312.
40. ↑  Frieder Günther: Heuss auf Reisen: die auswärtige Repräsentation der Bundesrepublik. S. 84.
41. ↑  STAATSBESUCH: Die treibenden Kräfte. In: Der Spiegel. Nr. 39, 1956 (online).
42. ↑  Frieder Günther: Heuss auf Reisen: die auswärtige Repräsentation der Bundesrepublik, S. 93.
43. ↑  Jens Meyer-Odewald: Süßes Hilfspaket aus Griechenland. In: Hamburger Abendblatt. 3. April 2012, S. 7.
44. ↑  Günter Wallraff, Eckart Spoo: Unser Faschismus nebenan: Erfahrungen bei NATO-Partnern. S. 97, 1982.
45. ↑  Philipp Rock: Macht, Märkte und Moral: zur Rolle der Menschenrechte. 2010, S. 79.
46. ↑  Michael Martens: Alles bleibt in der Familie. In: FAZ.net. 16. September 2007, abgerufen am 14. Januar 2015.
47. ↑  Helmut Schmidt: Menschen und Mächte: Die Deutschen und ihre Nachbarn.
48. ↑  Günter Buchstab, Hans-Otto Kleinmann, Hanns Jürgen Küsters: Die Ära Kohl im Gespräch: eine Zwischenbilanz. S. 137.
49. ↑  Richard Santoleri: Tabakwerbung und Prävention. S. 25.
50. ↑  Mareike König, Wolf D. Gruner, Matthias Schulz: Die Bundesrepublik Deutschland und die europäische Einigung 1949–2000. S. 234.
51. ↑  MATEO: Stergiou – Beziehung Griechenland DDR. In: uni-mannheim.de. Abgerufen am 14. Januar 2015.
52. ↑  Bild vom Staatsbesuch
53. ↑  Kohl trickste 1990 um Reparationen an Griechenland zu vermeiden. In: Spiegel Online. 20. Februar 2015, abgerufen am 10. Mai 2020.
54. ↑  Grenzüberschreitender Tourismus in Europa. Statistische Bundesamt Deutschland, abgerufen am 12. November 2012.
55. ↑  Sarkozy und Merkel verlangten von Papandreou von einem Referendum über das anstehende Memorandum mit der Troika abzusehen
56. ↑  Hans Bickes, Tina Otten: Griechenland und die deutschen Medien. In: Hellenika. Jahrbuch für griechische Kultur und deutsch-griechische Beziehungen. Neue Folge 8, LIT Verlag, Münster 2013, S. 10 ff. (eingeschränkte Vorschau in der Google-Buchsuche)
57. ↑  Suche zum Begriff Pleite-Griechen im Portal bild.de, abgerufen am 27. April 2014.
58. ↑  Philine Lietzmann: Gier nach Zinsen: Anleihen der Pleite-Griechen sind gefragt wie nie. In: Focus Online. 2. April 2014, abgerufen am 14. Januar 2015.
59. ↑  Sigrid Skarpelis-Sperk: Griechenland und Deutschland – 40 Jahre persönliche und politische Erfahrungen. Vortrag gehalten auf der Tagung „Meilensteine deutsch-griechischer Beziehungen“ Athen, 16. und 17. April 2010, S. 15.
60. ↑  Ingo Durstewitz: Fahne mit Adler ist Bundesbehörden vorbehalten. In: fr-online.de. Archiviert vom Original (nicht mehr online verfügbar) am 4. März 2016; abgerufen am 14. Januar 2015.
61. ↑  Image crisis: An analysis of Greece’s portrayal by the international media, Artikel von Alexandra Katsoulis in der Kathimerini über die Untersuchung von George Tzogopoulos (Memento vom 4. August 2013 im Internet Archive)
62. ↑  Yannis Behrakis: Greek tourism battered by political crisis, fear. In: reuters.com. 7. Juni 2012, abgerufen am 14. Januar 2015.
63. ↑  Auswärtiges Amt, Länderinfo Griechenland
64. ↑  Giorgos Delastik: Ελλήνων αέναος Γολγοθάς. (deutsch: Das ewige Golgotha der Griechen). Ethnos.gr, 21. Januar 2012, archiviert vom Original (nicht mehr online verfügbar) am 25. Januar 2012; abgerufen am 6. Februar 2012 (griechisch).
65. ↑  avgi.gr (Memento vom 23. Juli 2012 im Webarchiv archive.today)
66. ↑  Alexianna Tsotsou: Das Image Deutschlands in der griechischen Presse im Zeitraum 2001–2013: eine korpusorientierte diskurslinguistische Analyse. In: Verlag Dr. Kovac. Abgerufen im Jahr 2018.
67. ↑  La prima bomba italo-tedesca ad Atene von Alessandro Marzo Magno
68. ↑  Griechische Konsulate und Botschaft Griechenland in Deutschland. Abgerufen am 14. Januar 2015. In: konsulate.de
69. ↑  Deutsche Vertretungen in Griechenland. In: griechenland.diplo.de. 11. Januar 2015, abgerufen am 14. Januar 2015.
70. ↑  Koalitionsvertrag S. 156 f. (Memento vom 2. Dezember 2013 im Internet Archive)
71. ↑  nzz.ch
72. ↑  Germany Shuns Greece: Athens Excluded from Berlin Summit on Libya – GreekReporter.com. In: greece.greekreporter.com. 15. Januar 2020, abgerufen am 10. Mai 2020 (englisch).
73. ↑  Christoph Prantner: Deutschlands Rolle im griechisch-türkischen Konflikt: ein «Vermittler» mit vielen Eigeninteressen. Neue Zürcher Zeitung, 27. August 2020, abgerufen am 27. August 2020.
74. ↑  Deutschlands Rolle im griechisch-türkischen Konflikt: ein «Vermittler» mit vielen Eigeninteressen. In: nzz.ch. 27. August 2020, abgerufen am 27. August 2020.
75. ↑  Tobias Zick: Geschichte: 200 Jahre griechischer Unabhängigkeitskrieg. Süddeutsche Zeitung, abgerufen am 4. August 2021.
76. ↑  Stephanie Bettina Alwine Thiele: Die Entwicklung des DaF-Unterrichts in Griechenland: Eine Erfolgsgeschichte! IDV-Magazin Nr. 93, Juni 2018 (PDF; 2,2 MB)
77. ↑  Franziska Bolz: Schulbildung: Wozu überhaupt Latein und Altgriechisch lernen? In: welt.de. 1. April 2014, abgerufen am 10. Mai 2020.
78. ↑  Julia Voss: Jetzt ist der Raubzug endlich vorbei. In: FAZ.net. 7. Juni 2014, abgerufen am 14. Januar 2015.
79. ↑  Annett Gröschner: Hellas-Filmbox-Festival : Die kleine griechische Berlinale. Abgerufen am 9. Juli 2021.
80. ↑  Deutsch-Griechische Kulturassoziation e. V.: Über das Filmfest. Deutsch-Griechische Kulturassoziation e. V., abgerufen am 7. September 2021 (deutsch).
81. ↑  Annett Gröschner: Die kleine griechische Berlinale. Abgerufen am 9. Juli 2021.
82. ↑  Griechenlands Exporte nach Deutschland sinken. In: griechenland-blog.gr. 11. Januar 2014, abgerufen am 14. Januar 2015. Primärquelle: Στην Ελλάδα μόλις το 0,43 % των γερ. In: naftemporiki.gr. 1. August 2016, abgerufen am 14. Januar 2015 (griechisch).
83. ↑  ΝΑΥΑΡΧΙΔΑ ΤΟΥ ΤΟΥΡΙΣΜΟΥ Η Κ&. In: matrix24.gr. 22. Mai 2012, abgerufen am 14. Januar 2015 (griechisch).